# Список кавалеров ордена Александра Невского (Российская Федерация)

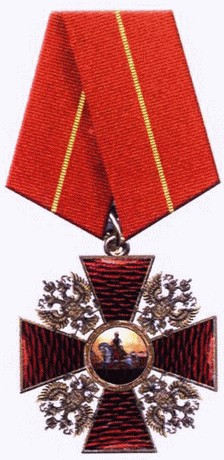
Орден Александра Невского

В списке представлены, по порядку награждения, кавалеры современного российского ордена Александра Невского. Список составлен по официально опубликованным указам Президента Российской Федерации. Отдельно представлен список кавалеров, о награждении которых известно из открытых источников, но указы о награждении которых не опубликованы.

## Кавалеры ордена, награждённые по опубликованным указам

### 2010 (1 человек)
1. Грызлов, Борис Вячеславович (15 декабря 2010 года, № 1573) — Председатель Государственной Думы Федерального Собрания Российской Федерации[1].

### 2011 (5 человек)
1. Патриарх Московский и всея Руси Кирилл (Гундяев, Владимир Михайлович) (7 января 2011 года, № 7)[2].
2. Соколов, Алексей Алексеевич (8 февраля 2011 года, № 156) — почётный председатель совета ветеранов 104 гвардейского Краснознамённого десантно-штурмового полка, Псковская область[3].
3. Осипов, Юрий Сергеевич (22 апреля 2011 года, № 496) — президент Российской академии наук[4].
4. Соколов, Сергей Леонидович (23 июня 2011 года, № 857) — Маршал Советского Союза[5].
5. Распутин, Валентин Григорьевич (1 сентября 2011 года, № 1137) — писатель[6].

### 2012 (5 человек)
1. Маршал Советского Союза Петров, Василий Иванович (24 февраля 2012 года, № 231) — советник при Министерстве обороны Российской Федерации[7].
2. Кутьин, Николай Георгиевич (30 мая 2012 года, № 746) — руководитель Федеральной службы по экологическому, технологическому и атомному надзору[8].
3. Клинцевич, Франц Адамович (31 июля 2012 года, № 1092) — заместитель председателя Комитета Государственной Думы по обороне[9].
4. Мазикин, Валентин Петрович (29 декабря 2012 года, № 1704) — первый заместитель Губернатора Кемеровской области[10].
5. митрополит Санкт-Петербургский и Ладожский Владимир (Котляров, Владимир Саввич) (30 декабря 2012 года, № 1724) — постоянный член Священного синода Русской православной церкви[11].

### 2013 (21 человек)
1. Коротеев, Анатолий Сазонович (2 февраля 2013 года, № 54) — генеральный директор государственного научного центра Российской Федерации — федерального государственного унитарного предприятия «Исследовательский центр имени М. В. Келдыша», город Москва[12].
2. Миронов, Иван Кузьмич (11 февраля 2013 года, № 134) — заместитель председателя Правительства Самарской области — руководитель департамента по вопросам общественной безопасности Самарской области[13].
3. Москвин, Леонид Николаевич (4 марта 2013 года, № 184) — заведующий кафедрой федерального государственного бюджетного образовательного учреждения высшего профессионального образования «Санкт-Петербургский государственный университет»[14].
4. Вартанов, Оганес Мисакович (19 марта 2013 года, № 252) — член совета ветеранов Главного автобронетанкового управления Министерства обороны Российской Федерации[15].
5. Буйлов, Пётр Захарович (25 марта 2013 года, № 269) — тренер по лёгкой атлетике муниципального бюджетного образовательного учреждения дополнительного образования детей «Специализированная детско-юношеская спортивная школа олимпийского резерва № 7» городского округа город Уфа Республики Башкортостан[16].
6. Тверяков, Игорь Львович (25 марта 2013 года, № 269) — директор муниципального бюджетного образовательного учреждения дополнительного образования детей «Специализированная детско-юношеская спортивная школа олимпийского резерва № 18» городского округа город Уфа Республики Башкортостан[16].
7. Покровская, Татьяна Николаевна (12 апреля 2013 года, № 350) — главный тренер сборной команды России по синхронному плаванию федерального государственного бюджетного учреждения «Центр спортивной подготовки сборных команд России», город Москва[17].
8. Лебедев, Сергей Николаевич (22 апреля 2013 года, № 407) — Председатель Исполнительного комитета — Исполнительный секретарь Содружества Независимых Государств[18].
9. Терешкова, Валентина Владимировна (12 июня 2013 года, № 557) — заместитель председателя Комитета Государственной Думы по международным делам[19].
10. Этуш, Владимир Абрамович (29 июня 2013 года, № 595) — художественный руководитель федерального государственного бюджетного образовательного учреждения высшего профессионального образования «Театральный институт имени Бориса Щукина при Государственном академическом театре имени Евгения Вахтангова», город Москва[20].
11. митрополит Киевский и всея Украины Владимир (Сабодан, Виктор Маркианович) (11 июля 2013 года, № 619) — Предстоятель Украинской православной церкви[21].
12. митрополит Минский и Слуцкий Филарет (Вахромеев, Кирилл Варфоломеевич) (11 июля 2013 года, № 619) — Патриарший экзарх всея Беларуси[21].
13. Шувалов, Игорь Иванович (25 июля 2013 года, № 639) — Первый заместитель Председателя Правительства Российской Федерации[22].
14. Назаренко, Герасим Игоревич (2 сентября 2013 года, № 695) — заместитель директора департамента — директор Медицинского центра Центрального банка Российской Федерации, город Москва[23].
15. Евкуров, Юнус-Бек Баматгиреевич (2 сентября 2013 года, № 696), Республика Ингушетия[24].
16. Полтавченко, Георгий Сергеевич (10 сентября 2013 года, № 709) — Губернатор Санкт-Петербурга[25].
17. Бастрыкин, Александр Иванович (13 сентября 2013 года, № 718) — Председатель Следственного комитета Российской Федерации[26].
18. Шилов, Александр Максович (13 сентября 2013 года, № 718) — академик Российской академии художеств, художественный руководитель государственного бюджетного учреждения культуры города Москвы «Московская государственная картинная галерея народного художника СССР А. Шилова»[26].
19. Фортов, Владимир Евгеньевич (21 декабря 2013 года, № 929) — президент Российской академии наук[27].
20. Герман (Гранин), Даниил Александрович (21 декабря 2013 года, № 929) — писатель, председатель правления Международного благотворительного фонда имени Д. С. Лихачёва, город Санкт-Петербург[27].
21. Лановой, Василий Семёнович (21 декабря 2013 года, № 929) — артист федерального государственного бюджетного учреждения культуры «Государственный академический театр имени Евгения Вахтангова», город Москва[27].

### 2014 (23 человека)
1. Колодяжный, Виктор Викторович (14 января 2014 года, № 18) — руководитель Управления Федеральной службы государственной регистрации, кадастра и картографии по Краснодарскому краю — главный государственный регистратор Краснодарского края[28].
2. Шевченко, Владимир Николаевич (13 февраля 2014 года, № 74) — действительный государственный советник Российской Федерации 1 класса, город Москва[29].
3. Зорченко, Николай Кузьмич (13 февраля 2014 года, № 74) — капитан учебно-парусного судна «Седов»[29].
4. Кожин, Владимир Игоревич (5 марта 2014 года, № 112) — управляющий делами Президента Российской Федерации[30].
5. Садовничий, Виктор Антонович (5 марта 2014 года, № 112) — ректор федерального государственного бюджетного образовательного учреждения высшего профессионального образования «Московский государственный университет имени М. В. Ломоносова»[30].
6. Меняйло, Сергей Иванович (20 апреля 2014 года, № 253) — исполняющий обязанности Губернатора города Севастополя[31].
7. Попов, Сергей Александрович (20 апреля 2014 года, № 253) — председатель Комитета Государственной Думы по Регламенту и организации работы Государственной Думы[31].
8. Чиханчин, Юрий Анатольевич (20 апреля 2014 года, № 253) — директор Федеральной службы по финансовому мониторингу[31].
9. Тулеев, Аман-гельды Молдагазыевич (16 мая 2014 года, № 337) — губернатор Кемеровской области[32].
10. Моисеев, Михаил Алексеевич (28 мая 2014 года, № 374) — заместитель председателя Комитета Государственной Думы по труду, социальной политике и делам ветеранов[33].
11. Зюганов, Геннадий Андреевич (23 июня 2014 года, № 447) — депутат Государственной Думы Федерального Собрания Российской Федерации, член Комитета Государственной Думы по науке и наукоёмким технологиям[34].
12. Чайка, Валентин Васильевич (23 июня 2014 года, № 447) — депутат Государственной Думы Федерального Собрания Российской Федерации[34].
13. Ганиев, Ривнер Фазылович (14 августа 2014 года, № 568) — директор федерального государственного бюджетного учреждения науки Института машиноведения имени А. А. Благонравова Российской академии наук, город Москва[35].
14. Оводенко, Анатолий Аркадьевич (14 августа 2014 года, № 568) — ректор федерального государственного автономного образовательного учреждения высшего профессионального образования «Санкт-Петербургский государственный университет аэрокосмического приборостроения»[35].
15. Найвальт, Игорь Александрович (14 августа 2014 года, № 568) — президент общества с ограниченной ответственностью «Балтийская Строительная Компания», город Москва[35].
16. Лукашенко, Александр Григорьевич (30 августа 2014 года, № 577) — Президент Республики Белоруссия, Председатель Высшего Государственного Совета Союзного государства[36].
17. Карасин, Григорий Борисович (10 сентября 2014 года, № 622) — статс-секретарь — заместитель Министра иностранных дел Российской Федерации[37].
18. Примаков, Евгений Максимович (25 октября 2014 года, № 680) — председатель совета директоров открытого акционерного общества «РТИ», город Москва[38].
19. Загорулько, Максим Матвеевич (25 октября 2014 года, № 680) — советник ректора федерального государственного автономного образовательного учреждения высшего профессионального образования «Волгоградский государственный университет»[38].
20. Нарышкин, Сергей Евгеньевич (27 октября 2014 года, № 677) — Председатель Государственной Думы Федерального Собрания Российской Федерации[39].
21. Грайфер, Валерий Исаакович (5 декабря 2014 года, № 756) — председатель совета директоров открытого акционерного общества "Нефтяная компания «ЛУКОЙЛ», город Москва[40].
22. Слухай, Иван Андреевич (5 декабря 2014 года, № 756) — председатель Московской общественной организации ветеранов войны (участников и инвалидов Великой Отечественной войны — пенсионеров)[40].
23. Пиотровский, Михаил Борисович (5 декабря 2014 года, № 756) — генеральный директор федерального государственного бюджетного учреждения культуры «Государственный Эрмитаж», город Санкт-Петербург[40].

### 2015 (34 человека)
1. Райков, Геннадий Иванович (20 января 2015 года, № 25) — председатель совета директоров федерального государственного казённого учреждения «Федеральный центр информатизации при Центральной избирательной комиссии Российской Федерации», город Москва[41].
2. Подзолков, Владимир Петрович (20 января 2015 года, № 25) — заместитель директора федерального государственного бюджетного учреждения «Научный центр сердечно-сосудистой хирургии имени А. Н. Бакулева», город Москва[41].
3. Жириновский, Владимир Вольфович (20 января 2015 года, № 25) — депутат Государственной Думы Федерального Собрания Российской Федерации[41].
4. Сурков, Владислав Юрьевич (20 января 2015 года, № 25) — помощник Президента Российской Федерации[41].
5. Голубев, Василий Юрьевич (8 марта 2015 года, № 115) — Губернатор Ростовской области[42].
6. Зорин, Валентин Сергеевич (8 марта 2015 года, № 115) — политический обозреватель Объединённой дирекции иновещания федерального государственного унитарного предприятия "Международное информационное агентство «Россия сегодня», город Москва[42].
7. Гордеев, Алексей Васильевич (23 марта 2015 года, № 151) — губернатор Воронежской области[43].
8. Поллыева, Джахан Реджеповна (23 марта 2015 года, № 151) — Руководитель Аппарата Государственной Думы Федерального Собрания Российской Федерации[43].
9. Немцов, Николай Фёдорович (митрополит Пермский и Кунгурский Мефодий) (4 апреля 2015 года, № 171) — епархиальный архиерей религиозной организации «Пермская Епархия Русской Православной Церкви (Московский Патриархат)»[44].
10. Вахмистров, Александр Иванович (25 мая 2015 года, № 263) — генеральный директор открытого акционерного общества «Группа ЛСР», Ленинградская область[45].
11. Магомедов, Магомедали Магомедович (25 мая 2015 года, № 263) — почётный Председатель Государственного Совета Республики Дагестан[45].
12. Мордашов, Алексей Александрович (25 мая 2015 года, № 263) — член совета директоров публичного акционерного общества «Северсталь», генеральный директор акционерного общества «Северсталь Менеджмент», Вологодская область[45].
13. Шохин, Александр Николаевич (25 мая 2015 года, № 263) — президент Общероссийской общественной организации «Российский союз промышленников и предпринимателей», город Москва[45].
14. Назарбаев, Нурсултан Абишевич (8 июня 2015 года, № 290) — Президент Республики Казахстан[46].
15. Хабриева, Талия Ярулловна (29 июня 2015 года, № 330) — директор федерального государственного научно-исследовательского учреждения «Институт законодательства и сравнительного правоведения при Правительстве Российской Федерации», город Москва[47].
16. Кузнецова, Татьяна Васильевна (29 июня 2015 года, № 330) — начальник управления бухгалтерского учёта и отчётности — главный бухгалтер Управления делами Президента Российской Федерации[47].
17. Свид, Георгий Семёнович (16 июля 2015 года, № 369) — генеральный директор общества с ограниченной ответственностью «Авангард», Рязанский район Рязанской области[48].
18. Алфёров, Жорес Иванович (16 июля 2015 года, № 369) — депутат Государственной Думы Федерального Собрания Российской Федерации[48].
19. Демченко, Олег Фёдорович (16 июля 2015 года, № 369) — президент открытого акционерного общества "Научно-производственная корпорация «Иркут», город Москва[48].
20. Ноздрачёв, Александр Васильевич (16 июля 2015 года, № 369) — советник генерального директора открытого акционерного общества «Центральный научно-исследовательский институт автоматики и гидравлики», город Москва[48].
21. Торкунов, Анатолий Васильевич (16 июля 2015 года, № 369) — ректор федерального государственного образовательного бюджетного учреждения высшего профессионального образования «Московский государственный институт международных отношений (университет) Министерства иностранных дел Российской Федерации»[48].
22. Терехов, Вячеслав Константинович (16 июля 2015 года, № 369) — первый заместитель генерального директора закрытого акционерного общества «Интерфакс», город Москва[48].
23. Алёхин, Яков Филиппович (схиархимандрит Иеремия) (28 июля 2015 года, № 385) — игумен Русского на Афоне Свято-Пантелеимонова монастыря, Греческая Республика, гражданин Российской Федерации[49].
24. Румянцев, Александр Юрьевич (22 августа 2015 года, № 431) — Чрезвычайный и Полномочный Посол Российской Федерации в Финляндской Республике[50].
25. Бокерия, Леонид Антонович (22 августа 2015 года, № 431) — директор федерального государственного бюджетного научного учреждения «Научный центр сердечно-сосудистой хирургии имени А. Н. Бакулева», город Москва[50].
26. Лощинин, Валерий Васильевич (8 сентября 2015 года, № 451) — помощник Председателя Совета Федерации Федерального Собрания Российской Федерации[51].
27. Москаленко, Анатолий Алексеевич (10 октября 2015 года, № 505) — вице-президент по управлению персоналом и организационному развитию публичного акционерного общества "Нефтяная компания «ЛУКОЙЛ», город Москва[52].
28. Хворостовский, Дмитрий Александрович (10 октября 2015 года, № 505) — оперный певец, член общественной организации «Международный союз музыкальных деятелей» (творческого союза), город Москва[52].
29. Корниенко, Геннадий Александрович (21 ноября 2015 года, № 566) — директор Федеральной службы исполнения наказаний[53].
30. Маковский, Александр Львович (1 декабря 2015 года, № 584) — научный руководитель федерального государственного бюджетного научного учреждения «Исследовательский центр частного права имени С .С. Алексеева при Президенте Российской Федерации», город Москва[54].
31. Титов, Василий Николаевич (1 декабря 2015 года, № 584) — первый заместитель президента — председатель правления Банка ВТБ (публичного акционерного общества), город Санкт-Петербург[54].
32. Хазин, Андрей Леонидович (1 декабря 2015 года, № 584) — действительный член Российской академии художеств, город Москва[54].
33. Закаменных, Георгий Иванович (22 декабря 2015 года, № 649) — генеральный директор акционерного общества "Центральный научно-исследовательский институт «Буревестник», Нижегородская область[55].
34. Михайлов, Вячеслав Григорьевич (22 декабря 2015 года, № 649) — председатель Совета государственно-общественного объединения «Московский Дом ветеранов (пенсионеров) войн и Вооружённых Сил»[55].

### 2016 (28 человек)
1. Кротов, Михаил Иосифович (31 марта 2016 года, № 142) — советник Председателя Государственной Думы Федерального Собрания Российской Федерации Секретариата Председателя Государственной Думы[56].
2. Макаров, Николай Иванович (31 марта 2016 года, № 142) — депутат Государственной Думы Федерального Собрания Российской Федерации[56].
3. Гутман, Александр Зиновьевич (31 марта 2016 года, № 142) — генеральный директор открытого акционерного общества «Монолитстрой», город Санкт-Петербург[56].
4. Лёвин, Борис Алексеевич (31 марта 2016 года, № 142) — ректор федерального государственного бюджетного образовательного учреждения высшего профессионального образования «Московский государственный университет путей сообщения»[56].
5. Фирсенков, Анатолий Иванович (14 мая 2016 года, № 225) — генеральный директор открытого акционерного общества «Завод Магнетон», город Санкт-Петербург[57].
6. Суриков, Александр Александрович (14 мая 2016 года, № 225) — Чрезвычайный и Полномочный Посол Российской Федерации в Республике Белоруссия[57].
7. Секретарёв, Алексей Николаевич (архимандрит Тихон) (14 мая 2016 года, № 225) — наместник религиозной организации епархиального Свято-Успенского Псково-Печерского мужского монастыря Псковской епархии Русской православной церкви[57].
8. Чубик, Пётр Савельевич (14 мая 2016 года, № 225) — ректор федерального государственного автономного образовательного учреждения высшего образования «Национальный исследовательский Томский политехнический университет»[57].
9. Старовойтов, Александр Владимирович (11 июня 2016 года, № 282) — президент федерального государственного автономного научного учреждения «Центр информационных технологий и систем органов исполнительной власти», город Москва[58].
10. Гергиев, Валерий Абисалович (4 июля 2016 года, № 320) — художественный руководитель — директор федерального государственного бюджетного учреждения культуры «Государственный академический Мариинский театр», город Санкт-Петербург[59].
11. Ролдугин, Сергей Павлович (4 июля 2016 года, № 320) — художественный руководитель федерального государственного бюджетного учреждения культуры «Дом музыки», город Санкт-Петербург[59].
12. Мешков, Алексей Юрьевич (28 июля 2016 года, № 359) — заместитель Министра иностранных дел Российской Федерации[60].
13. Романов, Димитрий Романович (4 августа 2016 года, № 392) — председатель «Благотворительного фонда князя Димитрия Романова», подданный Королевства Дания[61].
14. Кретов, Анатолий Алексеевич (26 августа 2016 года, № 432) — глава администрации Губкинского городского округа Белгородской области[62].
15. Лимаренко, Валерий Игоревич (26 августа 2016 года, № 432) — президент акционерного общества "Нижегородская инжиниринговая компания «Атомэнергопроект»[62].
16. Бендерский, Геннадий Петрович (26 августа 2016 года, № 432) — генеральный директор акционерного общества "Научно-производственное объединение «Лианозовский электромеханический завод», город Москва[62].
17. Красов, Андрей Леонидович (26 августа 2016 года, № 432) — первый заместитель председателя Комитета Государственной Думы по обороне[62].
18. Ершов, Юрий Леонидович (20 сентября 2016 года, № 481) — главный научный сотрудник — советник Российской академии наук федерального государственного бюджетного учреждения науки Института математики имени С. Л. Соболева Сибирского отделения Российской академии наук, Новосибирская область[63].
19. Супиков, Вадим Николаевич (26 октября 2016 года, № 572) — генеральный директор акционерного общества «Пензенская областная агропромышленная корпорация»[64].
20. Долганов, Анатолий Иванович (митрополит Ярославский и Ростовский Пантелеимон) (26 октября 2016 года, № 572) — епархиальный архиерей Ярославской епархии Русской православной церкви[64].
21. Миронов, Сергей Павлович (26 октября 2016 года, № 572) — директор федерального государственного бюджетного учреждения «Центральный научно-исследовательский институт травматологии и ортопедии имени Н. Н. Приорова», город Москва[64].
22. Никитин, Александр Александрович (17 ноября 2016 года, № 608) — генеральный директор акционерного общества «Серовский механический завод», Свердловская область[65].
23. Златкис, Белла Ильинична (17 ноября 2016 года, № 608) — заместитель председателя правления публичного акционерного общества «Сбербанк России», город Москва[65].
24. Муров, Андрей Евгеньевич (20 декабря 2016 года, № 695) — председатель правления публичного акционерного общества «Федеральная сетевая компания Единой энергетической системы», город Москва[66].
25. Скляров, Александр Иванович (20 декабря 2016 года, № 695) — первый заместитель председателя Белгородской областной Думы[66].
26. Сазыкин, Владимир Николаевич (26 декабря 2016 года, № 711) — комбайнёр общества с ограниченной ответственностью «Кагальник-Агро», Кагальницкий район Ростовской области[67].
27. Вязалов, Сергей Юрьевич (26 декабря 2016 года, № 711) — генеральный директор Министерства иностранных дел Российской Федерации[67].
28. Варшавер, Марк Борисович (26 декабря 2016 года, № 711) — директор театра государственного бюджетного учреждения культуры города Москвы "Московский Государственный театр «Ленком»[67].

### 2017 (46 человек)
1. Жамсуев, Баир Баясхаланович (25 января 2017 года, № 34) — член Совета Федерации Федерального Собрания Российской Федерации от Забайкальского края — представитель от исполнительного органа государственной власти Забайкальского края, заместитель председателя Комитета Совета Федерации по обороне и безопасности[68].
2. Цикалюк, Сергей Алексеевич (25 января 2017 года, № 34) — председатель совета директоров Страхового акционерного общества «ВСК», город Москва[68].
3. Макаров, Александр Александрович (25 января 2017 года, № 34) — директор федерального государственного бюджетного учреждения науки Института молекулярной биологии имени В. А. Энгельгардта Российской академии наук, город Москва[68].
4. Рахмон, Эмомали (26 февраля 2017 года, № 80) — Президент Республики Таджикистан[69].
5. Минниханов, Рустам Нургалиевич (1 марта 2017 года, № 92) — Президент Республики Татарстан[70].
6. Жернов, Николай Александрович (1 марта 2017 года, № 95) — генеральный директор акционерного общества «Агрофирма Мценская», Мценский район Орловской области[71].
7. Акимов, Андрей Игоревич (1 марта 2017 года, № 95) — председатель правления акционерного общества «Газпромбанк», город Москва[71].
8. Салыгин, Валерий Иванович (1 марта 2017 года, № 95) — научный руководитель Международного института энергетической политики и дипломатии федерального государственного автономного образовательного учреждения высшего образования «Московский государственный институт международных отношений (университет) Министерства иностранных дел Российской Федерации»[71].
9. Алханов, Али Дадашевич (20 марта 2017 года, № 119) — заместитель Министра юстиции Российской Федерации[72].
10. Катанандов, Сергей Леонидович (20 марта 2017 года, № 119) — член Совета Федерации Федерального Собрания Российской Федерации от Республики Карелия — представитель от исполнительного органа государственной власти Республики Карелия, первый заместитель председателя Комитета Совета Федерации по федеративному устройству, региональной политике, местному самоуправлению и делам Севера[72].
11. Штыров, Вячеслав Анатольевич (20 марта 2017 года, № 119) — член Совета Федерации Федерального Собрания Российской Федерации от Республики Саха (Якутия) — представитель от исполнительного органа государственной власти Республики Саха (Якутия)[72].
12. Ахунов, Турсун Абдалимович (20 марта 2017 года, № 119) — генеральный директор открытого акционерного общества «Ярославский электромашиностроительный завод»[72].
13. Кондратьев, Вениамин Иванович (20 марта 2017 года, № 119) — глава администрации (губернатор) Краснодарского края[72].
14. Бордюжа, Николай Николаевич (20 марта 2017 года, № 119) — Чрезвычайный и Полномочный Посол Российской Федерации в отставке, город Москва[72].
15. Бекетов, Владимир Андреевич (18 мая 2017 года, № 215) — председатель Законодательного Собрания Краснодарского края[73].
16. Жуган, Николай Павлович (18 мая 2017 года, № 215) — член Краснодарской краевой общественной благотворительной организации Героев Советского Союза, Героев Российской Федерации и полных Кавалеров Ордена Славы (инвалидов войны, пенсионеров), член президиума Краснодарской краевой общественной организации ветеранов войны, труда, Вооружённых Сил и правоохранительных органов[73].
17. Лисин, Владимир Сергеевич (18 мая 2017 года, № 215) — председатель совета директоров публичного акционерного общества «Новолипецкий металлургический комбинат», Липецкая область[73].
18. Зорин, Виктор Михайлович (18 мая 2017 года, № 215) — советник ректора федерального государственного бюджетного образовательного учреждения высшего образования «Российская академия народного хозяйства и государственной службы при Президенте Российской Федерации», город Москва[73].
19. Никоненко, Сергей Петрович (18 мая 2017 года, № 215) — артист, член Общероссийской общественной организации «Союз кинематографистов Российской Федерации», город Москва[73].
20. Сухих, Геннадий Тихонович (18 мая 2017 года, № 215) — директор федерального государственного бюджетного учреждения «Научный центр акушерства, гинекологии и перинатологии имени академика В. И. Кулакова», город Москва[73].
21. Анисимов, Василий Васильевич (18 мая 2017 года, № 215) — президент Общероссийской общественной организации «Федерация дзюдо России», город Москва[73].
22. Дмитриев, Кирилл Александрович (12 июня 2017 года, № 266) — генеральный директор акционерного общества «Управляющая компания Российского Фонда Прямых Инвестиций», город Москва[74].
23. Осин, Виктор Константинович (27 июня 2017 года, № 288) — генеральный директор открытого акционерного общества «Бердский электромеханический завод», Новосибирская область[75].
24. Мухаметшин, Фарит Мубаракшевич (27 июня 2017 года, № 288) — Чрезвычайный и Полномочный Посол Российской Федерации в Республике Молдова[75].
25. Бочков, Владимир Михайлович (27 июня 2017 года, № 288) — член Совета Федерации Федерального Собрания Российской Федерации от Ивановской области — представитель от законодательного (представительного) органа государственной власти Ивановской области[75].
26. Фёдоров, Николай Васильевич (27 июня 2017 года, № 288) — член Совета Федерации Федерального Собрания Российской Федерации от Чувашской Республики — представитель от исполнительного органа государственной власти Чувашской Республики, первый заместитель Председателя Совета Федерации Федерального Собрания Российской Федерации[75].
27. Бердымухамедов, Гурбангулы Мяликгулыевич (29 июня 2017 года, № 291) — Президент Туркменистана[76].
28. Сапсай, Алексей Николаевич (12 июля 2017 года, № 315) — вице-президент публичного акционерного общества «Транснефть», город Москва[77].
29. Орджоникидзе, Сергей Александрович (17 августа 2017 года, № 373) — заместитель секретаря Общественной палаты Российской Федерации[78].
30. Орыщенко, Алексей Сергеевич (10 сентября 2017 года, № 416) — генеральный директор федерального государственного унитарного предприятия "Центральный научно-исследовательский институт конструкционных материалов «Прометей» имени И. В. Горынина Национального исследовательского центра «Курчатовский институт», город Санкт-Петербург[79]
31. Драчевский, Леонид Вадимович (10 сентября 2017 года, № 416) — исполнительный директор Фонда поддержки публичной дипломатии имени А. М. Горчакова, город Москва[79]
32. Кисляк, Сергей Иванович (10 сентября 2017 года, № 416) — Чрезвычайный и Полномочный Посол Российской Федерации, город Москва[79].
33. Стемпковский, Александр Леонидович (25 сентября 2017 года, № 436) — директор федерального государственного бюджетного учреждения науки Института проблем проектирования в микроэлектронике Российской академии наук, город Москва[80].
34. Теличенко, Валерий Иванович (24 октября 2017 года, № 512) — президент федерального государственного бюджетного образовательного учреждения высшего образования «Национальный исследовательский Московский государственный строительный университет»[81].
35. Еремеев, Николай Дмитриевич (24 октября 2017 года, № 512) — председатель совета директоров закрытого акционерного общества «Агрофирма имени 15 лет Октября», Лебедянский район Липецкой области[81].
36. Волков, Владимир Дмитриевич (24 октября 2017 года, № 512) — Глава Республики Мордовия[81].
37. Крюков, Валерий Александрович (24 октября 2017 года, № 512) — член Центральной избирательной комиссии Российской Федерации[81].
38. Лагкуев, Владимир Магометович (24 октября 2017 года, № 512) — председатель совета Северо-Осетинского регионального межнационального общественного движения «Наша Осетия», Республика Северная Осетия — Алания[81].
39. Плетнёв, Николай Тихонович (24 октября 2017 года, № 512) — председатель Избирательной комиссии Белгородской области[81].
40. Каламанов, Владимир Авдашевич (26 декабря 2017 года, № 627) — генеральный директор автономной некоммерческой организации «Международный центр устойчивого энергетического развития» под эгидой ЮНЕСКО, город Москва[82].
41. Коржинек, Леонид Геннадьевич (26 декабря 2017 года, № 627) — заместитель Генерального прокурора Российской Федерации[82].
42. Кравцов, Борис Васильевич (26 декабря 2017 года, № 627) — государственный советник юстиции 1 класса, город Москва[82].
43. Лопатин, Геннадий Борисович (26 декабря 2017 года, № 627) — заместитель Генерального прокурора Российской Федерации[82].
44. Пономарёв, Юрий Александрович (26 декабря 2017 года, № 627) — заместитель Генерального прокурора Российской Федерации[82].
45. Короткий, Юрий Фёдорович (26 декабря 2017 года, № 627) — первый заместитель директора Федеральной службы по финансовому мониторингу[82].
46. Купин, Сергей Иванович (26 декабря 2017 года, № 627) — заместитель директора государственного казённого учреждения города Москвы «Центр спортивных инновационных технологий и подготовки сборных команд»[82].

### 2018 (72 человека)
1. Корепанов, Сергей Евгеньевич (24 января 2018 года, № 21) — председатель Тюменской областной Думы[83].
2. Шахназаров, Карен Георгиевич (24 января 2018 года, № 21) — генеральный директор федерального государственного унитарного предприятия "Киноконцерн «Мосфильм», город Москва[83].
3. Фролов, Александр Васильевич (1 февраля 2018 года, № 45) — действительный государственный советник Российской Федерации 1 класса, город Москва[84].
4. Лейбман, Михаил Евгеньевич (1 февраля 2018 года, № 45) — проректор федерального государственного бюджетного образовательного учреждения высшего образования «Национальный исследовательский Московский государственный строительный университет»[84].
5. Савостин, Сергей Геннадьевич (2 марта 2018 года, № 93) — начальник конструкторско-технологического отдела некоммерческого партнёрства «КАМАЗ-Автоспорт», Республика Татарстан[85].
6. Грушко, Александр Викторович (2 марта 2018 года, № 93) — заместитель Министра иностранных дел Российской Федерации[85].
7. Манохина, Галина Владимировна (2 марта 2018 года, № 93) — председатель Апелляционной коллегии Верховного Суда Российской Федерации[85].
8. Тюрин, Николай Евгеньевич (26 марта 2018 года, № 118) — научный руководитель, работник федерального государственного бюджетного учреждения "Институт физики высоких энергий имени А. А. Логунова Национального исследовательского центра «Курчатовский институт» (Московская область)[86].
9. Щудло, Тарас Георгиевич (26 марта 2018 года, № 118) — председатель Объединённого совета ветеранских организаций гвардейских общевойсковых объединений и стрелковых соединений Московской общественной организации ветеранов войны (участников и инвалидов Великой Отечественной войны — пенсионеров)[86].
10. Разов, Сергей Сергеевич (9 апреля 2018 года, № 151) — Чрезвычайный и Полномочный Посол Российской Федерации в Итальянской Республике и по совместительству в Республике Сан-Марино[87].
11. Артамонов, Анатолий Дмитриевич (3 мая 2018 года, № 182) — Губернатор Калужской области[88].
12. Ганиев, Гали Газизович (3 мая 2018 года, № 182) — председатель правления нефтесервисного холдинга ТАГРАС — генеральный директор общества с ограниченной ответственностью «ТаграС-Холдинг», Республика Татарстан[88].
13. Фомин, Василий Михайлович (3 мая 2018 года, № 182) — научный руководитель федерального государственного бюджетного учреждения науки Института теоретической и прикладной механики им. С. А. Христиановича Сибирского отделения Российской академии наук, заместитель председателя федерального бюджетного учреждения «Сибирское отделение Российской академии наук», Новосибирская область[88].
14. Шевченко, Владимир Ярославович (3 мая 2018 года, № 182) — директор федерального государственного бюджетного учреждения науки Ордена Трудового Красного Знамени Института химии силикатов им. И. В. Гребенщикова Российской академии наук, город Санкт-Петербург[88].
15. Езепов, Вячеслав Иванович (3 мая 2018 года, № 182) — артист федерального государственного бюджетного учреждения культуры «Государственный академический Малый театр России», город Москва[88].
16. Черноиванов, Вячеслав Иванович (6 мая 2018 года, № 199) — главный научный сотрудник федерального государственного бюджетного научного учреждения «Федеральный научный агроинженерный центр ВИМ», город Москва[89].
17. Гареев, Махмут Ахметович (6 мая 2018 года, № 199) — главный инспектор (генеральный инспектор) Управления генеральных инспекторов Министерства обороны Российской Федерации[89].
18. Васильев, Владимир Николаевич (30 мая 2018 года, № 281) — ректор федерального государственного автономного образовательного учреждения высшего образования «Санкт-Петербургский национальный исследовательский университет информационных технологий, механики и оптики»[90].
19. Деревянко, Анатолий Пантелеевич (30 мая 2018 года, № 281) — научный руководитель федерального государственного бюджетного учреждения науки Института археологии и этнографии Сибирского отделения Российской академии наук, Новосибирская область[90].
20. Скобелкин, Дмитрий Германович (29 июня 2018 года, № 377) — заместитель Председателя Центрального банка Российской Федерации[91].
21. Джабаров, Владимир Михайлович (29 июня 2018 года, № 377) — член Совета Федерации Федерального Собрания Российской Федерации от Еврейской автономной области — представитель от законодательного (представительного) органа государственной власти Еврейской автономной области, первый заместитель председателя Комитета Совета Федерации по международным делам[91].
22. Драгункина, Зинаида Фёдоровна (29 июня 2018 года, № 377) — член Совета Федерации Федерального Собрания Российской Федерации от города Москвы — представитель от законодательного (представительного) органа государственной власти города Москвы, председатель Комитета Совета Федерации по науке, образованию и культуре[91].
23. Кресс, Виктор Мельхиорович (29 июня 2018 года, № 377) — член Совета Федерации Федерального Собрания Российской Федерации от Томской области — представитель от исполнительного органа государственной власти Томской области, заместитель председателя Комитета Совета Федерации по науке, образованию и культуре[91].
24. Базилевская, Инна Натановна (29 июня 2018 года, № 377) — заведующая научно-исследовательским сектором федерального государственного бюджетного образовательного учреждения высшего образования «Школа-студия (институт) имени Вл. И. Немировича-Данченко при Московском Художественном академическом театре имени А. П. Чехова»[91].
25. Сидоров, Евгений Юрьевич (29 июня 2018 года, № 377) — профессор федерального государственного бюджетного образовательного учреждения высшего образования «Литературный институт имени А. М. Горького», город Москва[91].
26. Тутельян, Виктор Александрович (29 июня 2018 года, № 377) — научный руководитель федерального государственного бюджетного учреждения науки Федерального исследовательского центра питания, биотехнологии и безопасности пищи, город Москва[91].
27. Дога, Евгений Дмитриевич (11 июля 2018 года, № 414) — композитор, член региональной общественной организации «Союз московских композиторов»[92].
28. Швыдкой, Михаил Ефимович (11 июля 2018 года, № 414) — специальный представитель Президента Российской Федерации по международному культурному сотрудничеству, посол по особым поручениям Министерства иностранных дел Российской Федерации[92].
29. Мантуров, Валентин Иванович (16 июля 2018 года, № 431) — заместитель председателя правления автономной некоммерческой организации «Национальный центр опеки наследия» на общественных началах, город Москва[93].
30. Пашков, Георгий Иванович (16 июля 2018 года, № 431) — первый заместитель председателя Московской городской общественной организации пенсионеров, ветеранов войны, труда, Вооружённых Сил и правоохранительных органов[93].
31. Шевцов, Виктор Владимирович (16 июля 2018 года, № 431) — глава Лискинского муниципального района Воронежской области[93].
32. Артемьев, Эдуард Николаевич (16 июля 2018 года, № 431) — композитор, член региональной общественной организации «Союз московских композиторов»[93].
33. Батыршин, Радик Ирикович (16 июля 2018 года, № 431) — председатель закрытого акционерного общества "Межгосударственная телерадиокомпания «Мир», город Москва[93].
34. Черчесов, Станислав Саламович (24 июля 2018 года, № 449) — заслуженный тренер России[94].
35. Дынкин, Александр Александрович (24 июля 2018 года, № 449) — научный руководитель (президент) федерального государственного бюджетного научного учреждения «Национальный исследовательский институт мировой экономики и международных отношений имени Е. М. Примакова Российской академии наук», город Москва[94].
36. Витолиньш, Харийс (24 июля 2018 года, № 449) — заслуженный тренер России[94].
37. Бушмин, Евгений Викторович (21 августа 2018 года, № 488) — член Совета Федерации Федерального Собрания Российской Федерации от Ростовской области — представитель от исполнительного органа государственной власти Ростовской области, заместитель Председателя Совета Федерации Федерального Собрания Российской Федерации[95].
38. Бондарчук, Фёдор Сергеевич (21 августа 2018 года, № 488) — генеральный продюсер общества с ограниченной ответственностью «Арт Пикчерс Вижн», город Москва[95].
39. Знарок, Олег Валерьевич (3 сентября 2018 года, № 505), гражданин Федеративной Республики Германия[96].
40. Стоянов, Юрий Николаевич (10 сентября 2018 года, № 513) — советник дирекции филиала федерального государственного унитарного предприятия «Всероссийская государственная телевизионная и радиовещательная компания» "Государственная телевизионная компания "Телеканал «Россия», город Москва[97].
41. Кондаков, Андрей Львович (10 сентября 2018 года, № 513) — генеральный директор автономной некоммерческой организации «Международный центр правовой защиты», город Москва[97].
42. Баринов, Игорь Вячеславович (10 сентября 2018 года, № 513) — руководитель Федерального агентства по делам национальностей[97].
43. Марков, Олег Александрович (10 сентября 2018 года, № 513) — вице-губернатор Санкт-Петербурга[97].
44. Пастухов, Борис Николаевич (11 октября 2018 года, № 574) — член совета Некоммерческого партнёрства содействия в сохранении и развитии лучших традиций московской молодёжи «МГК», город Москва[98].
45. Кашин, Владимир Иванович (11 октября 2018 года, № 574) — председатель Комитета Государственной Думы по аграрным вопросам[98].
46. Шаманов, Владимир Анатольевич (11 октября 2018 года, № 574) — председатель Комитета Государственной Думы по обороне[98].
47. Сухарев, Александр Яковлевич (11 октября 2018 года, № 574) — член Общественного совета при Следственном комитете Российской Федерации[98].
48. Августинович, Франц Францевич (11 октября 2018 года, № 574) — начальник Управления по противодействию коррупции, работник Федеральной таможенной службы[98].
49. Гайсин, Сергей Владимирович (11 октября 2018 года, № 574) — генеральный директор федерального государственного унитарного предприятия "Центральный ордена Трудового Красного Знамени научно-исследовательский автомобильный и автомоторный институт «НАМИ», город Москва[98].
50. Андрианов, Юрий Михайлович (11 октября 2018 года, № 574), город Тула[98].
51. Чернов, Анатолий Васильевич (11 октября 2018 года, № 574) — генеральный директор акционерного общества "Акционерная компания «Корвет», Курганская область[98].
52. Жданов, Юрий Николаевич (25 октября 2018 года, № 608) — президент закрытого акционерного общества «Ойкумена», город Москва[99].
53. Рощупкин, Владимир Тимофеевич (25 октября 2018 года, № 608) — глава Грязинского муниципального района Липецкой области[99].
54. Сафаров, Асгат Ахметович (25 октября 2018 года, № 608) — Руководитель Аппарата Президента Республики Татарстан[99].
55. Харитонов, Сергей Алексеевич (25 октября 2018 года, № 608) — председатель Тульской областной Думы[99].
56. Андрияка, Сергей Николаевич (25 октября 2018 года, № 608) — ректор федерального государственного бюджетного образовательного учреждения высшего образования «Академия акварели и изящных искусств Сергея Андрияки», город Москва[99].
57. Цивадзе, Аслан Юсупович (25 октября 2018 года, № 608) — научный руководитель федерального государственного бюджетного учреждения науки Института физической химии и электрохимии им. А. Н. Фрумкина Российской академии наук, город Москва[99].
58. Булдыжов, Фёдор Иванович (13 ноября 2018 года, № 656) — генеральный директор закрытого акционерного общества коллективного сельскохозяйственного предприятия «Хуторок», Краснодарский край[100].
59. Кармазинов, Феликс Владимирович (13 ноября 2018 года, № 656) — координатор стратегических программ государственного унитарного предприятия «Водоканал Санкт-Петербурга»[100].
60. Рашников, Виктор Филиппович (13 ноября 2018 года, № 656) — председатель совета директоров публичного акционерного общества «Магнитогорский металлургический комбинат», Челябинская область[100].
61. Невзоров, Борис Александрович (13 ноября 2018 года, № 656) — член Совета Федерации Федерального Собрания Российской Федерации от Камчатского края — представитель от исполнительного органа государственной власти Камчатского края, член Комитета Совета Федерации по Регламенту и организации парламентской деятельности[100].
62. Елисеев, Сергей Владимирович (13 ноября 2018 года, № 656) — старший тренер спортивной сборной команды Российской Федерации по самбо федерального государственного бюджетного учреждения «Центр спортивной подготовки сборных команд России», город Москва[100].
63. Лайшев, Ренат Алексеевич (13 ноября 2018 года, № 656) — первый вице-президент Общероссийской физкультурно-спортивной общественной организации «Всероссийская Федерация Самбо», генеральный директор государственного бюджетного общеобразовательного учреждения города Москвы "Центр спорта и образования «Самбо-70»[100].
64. Шестаков, Василий Борисович (13 ноября 2018 года, № 656) — президент Международной федерации самбо, президент Межрегионального общественного фонда развития физической культуры и спорта «Самбо», город Москва[100].
65. Зорин, Владимир Юрьевич (28 ноября 2018 года, № 674) — главный научный сотрудник федерального государственного бюджетного учреждения науки Ордена Дружбы народов Института этнологии и антропологии им. Н. Н. Миклухо-Маклая Российской академии наук, город Москва[101].
66. Иванцов, Олег Максимович (28 ноября 2018 года, № 674) — заместитель председателя проблемного научно-технического совета некоммерческой организации «Российский Союз Нефтегазостроителей», город Москва[101].
67. Тимакова, Наталья Александровна (28 ноября 2018 года, № 674) — заместитель председателя государственной корпорации «Банк развития и внешнеэкономической деятельности (Внешэкономбанк)», город Москва[101].
68. Регнацкий, Владимир Владимирович (27 декабря 2018 года, № 756) — начальник Управления по обеспечению деятельности мировых судей города Москвы[102].
69. Шпектор, Игорь Леонидович (27 декабря 2018 года, № 756) — председатель Комиссии Общественной палаты Российской Федерации по жилищно-коммунальному хозяйству, строительству и дорогам[102].
70. Аксёнов, Пётр Николаевич (27 декабря 2018 года, № 756) — первый заместитель руководителя Департамента строительства города Москвы[102].
71. Бирюков, Пётр Павлович (27 декабря 2018 года, № 756) — заместитель Мэра Москвы в Правительстве Москвы по вопросам жилищно-коммунального хозяйства и благоустройства[102].
72. Печатников, Леонид Михайлович (27 декабря 2018 года, № 756) — советник-наставник Мэра Москвы[102].

### 2019 (56 человек)
1. Вучич, Александр (7 января 2019 года, № 2) — Президент Республики Сербии[103].
2. Долгушкин, Николай Кузьмич (8 февраля 2019 года, № 42) — главный учёный секретарь президиума федерального государственного бюджетного учреждения «Российская академия наук», город Москва[104].
3. Братчиков, Игорь Борисович (8 февраля 2019 года, № 42) — специальный представитель Президента Российской Федерации по делимитации и демаркации государственной границы Российской Федерации с сопредельными государствами — участниками Содружества Независимых Государств, с Республикой Абхазия, Грузией и Республикой Южная Осетия, посол по особым поручениям Министерства иностранных дел Российской Федерации[104].
4. Дзасохов, Александр Сергеевич (27 февраля 2019 года, № 79) — заместитель Председателя Комиссии Российской Федерации по делам ЮНЕСКО[105].
5. Чижов, Владимир Алексеевич (27 февраля 2019 года, № 79) — Постоянный представитель Российской Федерации при Европейском союзе и Европейском сообществе по атомной энергии в Брюсселе, Королевство Бельгия[105].
6. Яковенко, Александр Владимирович (27 февраля 2019 года, № 79) — Чрезвычайный и Полномочный Посол Российской Федерации в Соединённом Королевстве Великобритании и Северной Ирландии[105].
7. Никитин, Юрий Петрович (28 марта 2019 года, № 132) — руководитель сектора Научно-исследовательского института терапии и профилактической медицины — филиала федерального государственного бюджетного научного учреждения «Федеральный исследовательский центр Институт цитологии и генетики Сибирского отделения Российской академии наук», Новосибирская область[106].
8. Шокин, Юрий Иванович (28 марта 2019 года, № 132) — научный руководитель федерального государственного бюджетного учреждения науки Института вычислительных технологий Сибирского отделения Российской академии наук, Новосибирская область[106].
9. Галенко, Пётр Николаевич (28 марта 2019 года, № 132) — директор по стратегическому развитию общества с ограниченной ответственностью «Агро-Галан», Краснодарский край[106].
10. Кириллов, Владимир Владимирович (28 марта 2019 года, № 132) — вице-губернатор Санкт-Петербурга[106].
11. Макаревич, Игорь Александрович (28 марта 2019 года, № 132) — первый заместитель генерального директора открытого акционерного общества Научно-производственного предприятия «Химмаш-Старт», Пензенская область[106].
12. Фёдоров, Павел Сергеевич (16 апреля 2019 года, № 174) — первый вице-президент публичного акционерного общества "Нефтяная компания «Роснефть», город Москва[107].
13. Шишкин, Андрей Николаевич (16 апреля 2019 года, № 174) — вице-президент по энергетике, локализации и инновациям публичного акционерного общества "Нефтяная компания «Роснефть», город Москва[107].
14. Захарова, Александра Марковна (29 апреля 2019 года, № 199) — артистка государственного бюджетного учреждения культуры города Москвы "Московский государственный театр «Ленком»[108].
15. Смирнов, Александр Васильевич (29 апреля 2019 года, № 199) — советник руководителя Федеральной службы по труду и занятости[108].
16. Мякуш, Владимир Викторович (29 апреля 2019 года, № 199) — председатель Законодательного Собрания Челябинской области[108].
17. Харитонов, Николай Михайлович (29 апреля 2019 года, № 199) — председатель Комитета Государственной Думы по региональной политике и проблемам Севера и Дальнего Востока[108].
18. Ахметов, Марат Готович (29 мая 2019 года, № 240) — заместитель Премьер-министра Республики Татарстан — министр сельского хозяйства и продовольствия Республики Татарстан[109].
19. Кропачев, Николай Михайлович (29 мая 2019 года, № 240) — ректор федерального государственного бюджетного образовательного учреждения высшего образования «Санкт-Петербургский государственный университет»[109].
20. Толкачёв, Константин Борисович (13 июня 2019 года, № 274) — Председатель Государственного Собрания — Курултая Республики Башкортостан[110].
21. Пилипенко, Вячеслав Григорьевич (3 июля 2019 года, № 312) — помощник Министра здравоохранения Российской Федерации[111].
22. Рошаль, Леонид Михайлович (3 июля 2019 года, № 312) — президент государственного бюджетного учреждения здравоохранения города Москвы «Научно-исследовательский институт неотложной детской хирургии и травматологии»[111].
23. Подолько, Олег Ефимович (17 июля 2019 года, № 337) — начальник Территориального управления в Республике Крым Управления делами Президента Российской Федерации[112].
24. Брюханов, Михаил Дмитриевич (17 июля 2019 года, № 337) — заместитель руководителя Федерального агентства по делам Содружества Независимых Государств, соотечественников, проживающих за рубежом, и по международному гуманитарному сотрудничеству[112].
25. Ковальчук, Борис Юрьевич (9 августа 2019 года, № 373) — председатель правления публичного акционерного общества «Интер РАО ЕЭС», город Москва[113].
26. Маганов, Равиль Ульфатович (9 августа 2019 года, № 373) — первый исполнительный вице-президент публичного акционерного общества "Нефтяная компания «ЛУКОЙЛ», город Москва[113].
27. Назейкин, Анатолий Георгиевич (9 августа 2019 года, № 373) — председатель общественной организации Профсоюза работников связи России, город Москва[113].
28. Нарочницкая, Наталия Алексеевна (9 августа 2019 года, № 373) — член Общественной палаты Российской Федерации, президент некоммерческой организации «Фонд изучения исторической перспективы», город Москва[113].
29. Инин, Аркадий Яковлевич (9 августа 2019 года, № 373) — профессор федерального государственного бюджетного образовательного учреждения высшего образования «Всероссийский государственный институт кинематографии имени С. А. Герасимова», город Москва[113].
30. Сёмин, Юрий Павлович (9 августа 2019 года, № 373) — главный тренер футбольной команды «Локомотив» акционерного общества "Футбольный клуб «ЛОКОМОТИВ», город Москва.[113].
31. Черняк, Юрий Александрович (23 августа 2019 года, № 392) — генеральный директор акционерного общества «Рославльский вагоноремонтный завод», Смоленская область[114].
32. Агапцов, Сергей Анатольевич (9 сентября 2019 года, № 430) — аудитор Счётной палаты Российской Федерации[115].
33. Большов, Леонид Александрович (9 сентября 2019 года, № 430) — научный руководитель федерального государственного бюджетного учреждения науки Институт проблем безопасного развития атомной энергетики Российской академии наук, город Москва[115].
34. Гусев, Александр Владимирович (9 сентября 2019 года, № 430) — Генеральный директор Судебного департамента при Верховном Суде Российской Федерации[115].
35. Глебова, Любовь Николаевна (19 сентября 2019 года, № 459) — член Совета Федерации Федерального Собрания Российской Федерации — представитель от исполнительного органа государственной власти Удмуртской Республики, первый заместитель председателя Комитета Совета Федерации по Регламенту и организации парламентской деятельности[116].
36. Морозов, Олег Викторович (19 сентября 2019 года, № 459) — член Совета Федерации Федерального Собрания Российской Федерации — представитель от исполнительного органа государственной власти Республики Татарстан, член Комитета Совета Федерации по международным делам[116].
37. Озеров, Виктор Алексеевич (19 сентября 2019 года, № 459) — член Совета Федерации Федерального Собрания Российской Федерации — представитель от законодательного (представительного) органа государственной власти Хабаровского края, член Комитета Совета Федерации по Регламенту и организации парламентской деятельности[116].
38. Путилин, Владислав Николаевич (4 октября 2019 года, № 479) — председатель совета директоров общества с ограниченной ответственностью "Управляющая компания «РОСНАНО», город Москва[117].
39. Алмазов, Николай Иванович (4 октября 2019 года, № 479) — председатель Калужского регионального отделения межрегиональной общественной организации «Комитет памяти Маршала Советского Союза Г. К. Жукова»[117].
40. Топилин, Николай Георгиевич (4 октября 2019 года, № 479) — председатель совета ветеранов инженерных войск России — советник председателя Межрегиональной общественной организации «ВЕТЕРАНЫ БОЕВЫХ ДЕЙСТВИЙ ИНЖЕНЕРНЫХ ВОЙСК», город Москва[117].
41. Вершинин, Сергей Васильевич (4 октября 2019 года, № 479) — заместитель Министра иностранных дел Российской Федерации[117].
42. Козлов, Валерий Васильевич (28 октября 2019 года, № 525) — вице-президент федерального государственного бюджетного учреждения «Российская академия наук», город Москва[118].
43. Лагарьков, Андрей Николаевич (28 октября 2019 года, № 525) — научный руководитель федерального государственного бюджетного учреждения науки Института теоретической и прикладной электродинамики Российской академии наук, город Москва[118].
44. Баранцев, Алексей Георгиевич (28 октября 2019 года, № 525) — директор по инжинирингово-строительному бизнесу филиала закрытого акционерного общества «РУСАЛ Глобал Менеджмент Б. В.» в городе Москве[118].
45. Битаев, Валерий Афайевич (28 октября 2019 года, № 525) — советник генерального директора общества с ограниченной ответственностью Управляющая компания «МЕТАЛЛОИНВЕСТ», Московская область[118].
46. Колмогоров, Георгий Дмитриевич (28 октября 2019 года, № 525) — главный научный советник акционерного общества "Научно-исследовательский институт микроэлектронной аппаратуры «Прогресс», город Москва[118].
47. Фомин, Виталий Павлович (митрополит Воронежский и Лискинский Сергий) (28 октября 2019 года, № 525) — епархиальный архиерей религиозной организации «Воронежская Епархия Русской Православной Церкви (Московский Патриархат)»[118].
48. Гулягин, Юрий Александрович (11 ноября 2019 года, № 546) — заместитель Генерального прокурора Российской Федерации[119].
49. Исрафилов, Рафкат Вакилович (11 ноября 2019 года, № 546) — художественный руководитель государственного автономного учреждения культуры «Оренбургский государственный областной драматический театр им. М. Горького»[119].
50. Крутой, Игорь Яковлевич (11 ноября 2019 года, № 546) — композитор, член Международного союза деятелей эстрадного искусства (творческий союз), город Москва[119].
51. Ротенберг, Борис Романович (11 ноября 2019 года, № 546) — генеральный директор некоммерческого партнёрства «Общество содействия развитию спортивных видов единоборств „Отечество“», город Санкт-Петербург[119].
52. Савельев, Дмитрий Владимирович (6 декабря 2019 года, № 587) — член Совета Федерации Федерального Собрания Российской Федерации — представитель от исполнительного органа государственной власти Тульской области, член Комитета Совета Федерации по бюджету и финансовым рынкам[120].
53. Грачёв, Михаил Александрович (19 декабря 2019 года, № 611) — главный научный сотрудник федерального государственного бюджетного учреждения науки Лимнологического института Сибирского отделения Российской академии наук, Иркутская область[121].
54. Золотов, Андрей Андреевич (19 декабря 2019 года, № 611) — вице-президент федерального государственного бюджетного учреждения «Российская академия художеств», город Москва[121].
55. Глаголев, Алексей Владимирович (19 декабря 2019 года, № 611) — заместитель руководителя аппарата Счётной палаты Российской Федерации[121].
56. Мау, Владимир Александрович (27 декабря 2019 года, № 622) — ректор федерального государственного бюджетного образовательного учреждения высшего образования «Российская академия народного хозяйства и государственной службы при Президенте Российской Федерации», город Москва[122].

### 2020 (77 человек)
1. Колесникова, Любовь Ильинична (10 февраля 2020 года, № 102) — научный руководитель федерального государственного бюджетного научного учреждения «Научный центр проблем здоровья семьи и репродукции человека», Иркутская область[123].
2. Агафонов, Юрий Александрович (10 февраля 2020 года, № 102) — председатель Контрольно-счётной палаты Краснодарского края[123].
3. Калашников, Валерий Васильевич (10 февраля 2020 года, № 102) — научный руководитель федерального государственного бюджетного научного учреждения «Всероссийский научно-исследовательский институт коневодства», Рязанская область[123].
4. Русин, Михаил Юрьевич (10 февраля 2020 года, № 102) — директор научно-производственного комплекса «Радиопрозрачные обтекатели» — главный конструктор акционерного общества «Обнинское научно-производственное предприятие „Технология“ им. А. Г. Ромашина», Калужская область[123].
5. Моргулов, Игорь Владимирович (10 февраля 2020 года, № 102) — заместитель Министра иностранных дел Российской Федерации[123].
6. Рябков, Сергей Алексеевич (10 февраля 2020 года, № 102) — заместитель Министра иностранных дел Российской Федерации[123].
7. Фадзаев, Арсен Сулейманович (27 февраля 2020 года, № 153) — член Совета Федерации Федерального Собрания Российской Федерации — представитель от законодательного (представительного) органа государственной власти Республики Северная Осетия — Алания, член Комитета Совета Федерации по аграрно-продовольственной политике и природопользованию[124].
8. Цеков, Сергей Павлович (27 февраля 2020 года, № 153) — член Совета Федерации Федерального Собрания Российской Федерации — представитель от законодательного (представительного) органа государственной власти Республики Крым, член Комитета Совета Федерации по международным делам[124].
9. Карандин, Юрий Павлович (27 февраля 2020 года, № 153) — президент региональной общественной организации «Федерация хоккея Новосибирской области»[124].
10. Мамиашвили, Михаил Геразиевич (27 февраля 2020 года, № 153) — президент Общероссийской общественной организации «Федерация спортивной борьбы России», город Москва[124].
11. Тедеев, Дзамболат Ильич (27 февраля 2020 года, № 153) — главный тренер спортивной сборной команды Российской Федерации по вольной борьбе федерального государственного бюджетного учреждения «Центр спортивной подготовки сборных команд России», город Москва[124].
12. Золотов, Юрий Александрович (11 марта 2020 года, № 177) — академик Российской академии наук, советник федерального государственного бюджетного учреждения «Российская академия наук», город Москва[125].
13. Зинов, Игорь Леонидович (11 марта 2020 года, № 177) — лётчик-испытатель публичного акционерного общества «Авиационный комплекс им. С. В. Ильюшина», город Москва[125].
14. Рябухин, Сергей Николаевич (11 марта 2020 года, № 177) — член Совета Федерации Федерального Собрания Российской Федерации — представитель от законодательного (представительного) органа государственной власти Ульяновской области, первый заместитель председателя Комитета Совета Федерации по бюджету и финансовым рынкам[125].
15. Вексельберг, Виктор Феликсович (11 марта 2020 года, № 177) — председатель совета директоров акционерного общества "Группа компаний «РЕНОВА», город Москва[125].
16. Халиков, Ринат Шавкятович (11 марта 2020 года, № 177) — генеральный директор акционерного общества «КомплексПром», председатель совета директоров акционерного общества "Управляющая компания «Аэропорты регионов», город Москва[125].
17. Гурьев, Андрей Григорьевич (11 марта 2020 года, № 177) — заместитель председателя совета директоров публичного акционерного общества «ФосАгро», город Москва[125].
18. Клочай, Виктор Владимирович (11 марта 2020 года, № 177) — президент публичного акционерного общества «Русполимет», Нижегородская область[125].
19. Нурмухаметов, Рафаиль Саитович (11 марта 2020 года, № 177) — начальник нефтегазодобывающего управления «Лениногорскнефть» публичного акционерного общества «Татнефть» имени В. Д. Шашина, Республика Татарстан[125].
20. Саввиди, Иван Игнатьевич (11 марта 2020 года, № 177) — эксперт по стратегическому и инновационному развитию общества с ограниченной ответственностью «ГРУППА АГРОКОМ», Ростовская область[125].
21. Тагинцев, Николай Фёдорович (11 марта 2020 года, № 177) — первый заместитель главы администрации Липецкой области[125].
22. Блинов, Дмитрий Вячеславович (16 марта 2020 года, № 184) — монтажник по монтажу стальных и железобетонных конструкций Нижегородской территориальной фирмы «Мостоотряд-1» — филиала публичного акционерного общества «МОСТОТРЕСТ»[126].
23. Воронин, Владимир Васильевич (16 марта 2020 года, № 184) — электросварщик ручной сварки Московской территориальной фирмы «Таганка Мост» — филиала публичного акционерного общества «МОСТОТРЕСТ»[126].
24. Мурашов, Евгений Викторович (16 марта 2020 года, № 184) — машинист крана автомобильного Серпуховской территориальной фирмы «Мостоотряд-99» — филиала публичного акционерного общества «МОСТОТРЕСТ», Московская область[126].
25. Назьмов, Игорь Владимирович (16 марта 2020 года, № 184) — плотник Рязанской территориальной фирмы «Мостоотряд-22» — филиала публичного акционерного общества «МОСТОТРЕСТ»[126].
26. Тарасов, Владимир Алексеевич (16 марта 2020 года, № 184) — плотник-бетонщик Рязанской территориальной фирмы «Мостоотряд-22» — филиала публичного акционерного общества «МОСТОТРЕСТ»[126].
27. Юрганов, Алексей Михайлович (16 марта 2020 года, № 184) — оператор гидромолота Серпуховской территориальной фирмы «Мостоотряд-99» — филиала публичного акционерного общества «МОСТОТРЕСТ», Московская область[126].
28. Островский, Михаил Аркадьевич (20 марта 2020 года, № 198) — главный научный сотрудник федерального государственного бюджетного учреждения науки Института биохимической физики имени Н. М. Эмануэля Российской академии наук, город Москва[127].
29. Сухин, Юрий Сергеевич (20 марта 2020 года, № 198) — почётный президент Ассоциации международных автомобильных перевозчиков (АСМАП), город Москва[127].
30. Петренко, Николай Васильевич (30 марта 2020 года, № 230) — директор по управлению собственными силами акционерного общества Инжиниринговая компания «АСЭ», Нижегородская область[128].
31. Кабулов, Замир Набиевич (30 марта 2020 года, № 230) — директор Второго департамента Азии Министерства иностранных дел Российской Федерации[128].
32. Соколов, Александр Сергеевич (30 марта 2020 года, № 230), город Москва[128].
33. Мухомеджан, Надеря Мубиновна (24 апреля 2020 года, № 286) — старший вице-президент аппарата председателя государственной корпорации развития «ВЭБ.РФ», город Москва[129].
34. Иванов, Николай Александрович (6 мая 2020 года, № 304) — академик федерального государственного бюджетного учреждения «Российская академия художеств», город Москва[130].
35. Волков, Сергей Николаевич (8 июня 2020 года, № 380) — ректор федерального государственного бюджетного образовательного учреждения высшего образования «Государственный университет по землеустройству», город Москва[131].
36. Черепащук, Анатолий Михайлович (8 июня 2020 года, № 380) — заведующий отделом Государственного астрономического института имени П. К. Штернберга федерального государственного бюджетного образовательного учреждения высшего образования «Московский государственный университет имени М. В. Ломоносова»[131].
37. Якобсон, Лев Ильич (8 июня 2020 года, № 380) — вице-президент федерального государственного автономного образовательного учреждения высшего образования "Национальный исследовательский университет «Высшая школа экономики», город Москва[131].
38. Кекелидзе, Зураб Ильич (23 июня 2020 года, № 409) — генеральный директор федерального государственного бюджетного учреждения «Национальный медицинский исследовательский центр психиатрии и наркологии имени В. П. Сербского» Министерства здравоохранения Российской Федерации, город Москва[132].
39. Галузин, Михаил Юрьевич (23 июня 2020 года, № 409) — Чрезвычайный и Полномочный Посол Российской Федерации в Японии[132].
40. Комаров, Кирилл Борисович (20 июля 2020 года, № 467) — первый заместитель генерального директора — директора Блока по развитию и международному бизнесу Государственной корпорации по атомной энергии «Росатом»[133].
41. Исаков, Владимир Ильич (20 июля 2020 года, № 467) — главный инспектор (генеральный инспектор) Управления генеральных инспекторов Министерства обороны Российской Федерации[133].
42. Душман, Давид Александрович (20 июля 2020 года, № 467), Федеративная Республика Германия, гражданин Российской Федерации[133].
43. Макаров, Вячеслав Серафимович (20 июля 2020 года, № 467) — председатель Законодательного Собрания Санкт-Петербурга[133].
44. Россель, Эдуард Эргартович (20 июля 2020 года, № 467) — член Совета Федерации Федерального Собрания Российской Федерации — представитель от исполнительного органа государственной власти Свердловской области, член Комитета Совета Федерации по бюджету и финансовым рынкам[133].
45. Кальченко, Владимир Ильич (3 августа 2020 года, № 493) — полномочный представитель генерального директора федерального государственного унитарного предприятия «Российская телевизионная и радиовещательная сеть» в Сибирском федеральном округе, Новосибирская область[134].
46. Пинчук, Виктор Николаевич (3 августа 2020 года, № 493) — первый заместитель генерального директора по управлению, эксплуатации и развитию сети федерального государственного унитарного предприятия «Российская телевизионная и радиовещательная сеть», город Москва[134].
47. Исаев, Юрий Олегович (21 августа 2020 года, № 520) — генеральный директор государственной корпорации «Агентство по страхованию вкладов»[135].
48. Цицин, Константин Георгиевич (21 августа 2020 года, № 520) — генеральный директор государственной корпорации — Фонда содействия реформированию жилищно-коммунального хозяйства, город Москва[135].
49. Кузнецов, Станислав Ильич (21 августа 2020 года, № 520) — директор филиала федерального государственного унитарного предприятия «Российская телевизионная и радиовещательная сеть» «Дальневосточный региональный центр», Хабаровский край[135].
50. Касатонов, Алексей Викторович (21 августа 2020 года, № 520) — член Совета Легенд некоммерческого партнёрства "Клуб «Легенды хоккея СССР», город Москва[135].
51. Наумкин, Виталий Вячеславович (26 августа 2020 года, № 529) — научный руководитель федерального государственного бюджетного учреждения науки Института востоковедения Российской академии наук, город Москва[136].
52. Халатников, Исаак Маркович (26 августа 2020 года, № 529) — почётный директор федерального государственного бюджетного учреждения науки Институт теоретической физики им. Л. Д. Ландау Российской академии наук, Московская область[136].
53. Косов, Николай Николаевич (26 августа 2020 года, № 529) — председатель правления Международного инвестиционного банка[136].
54. Расторгуев, Николай Вячеславович (26 августа 2020 года, № 529) — солист группы «ЛЮБЭ», член Общероссийской общественной организации «Союз кинематографистов Российской Федерации», город Москва[136].
55. Шварцман, Леонид Аронович (26 августа 2020 года, № 529), город Москва[136].
56. Каплунов, Давид Рувимович (10 сентября 2020 года, № 552) — главный научный сотрудник федерального государственного бюджетного учреждения науки Института проблем комплексного освоения недр имени академика Н. В. Мельникова Российской академии наук, город Москва[137].
57. Колесников, Сергей Иванович (10 сентября 2020 года, № 552) — советник федерального государственного бюджетного учреждения «Российская академия наук», город Москва[137].
58. Лысак, Владимир Ильич (10 сентября 2020 года, № 552) — научный руководитель, заведующий кафедрой федерального государственного бюджетного образовательного учреждения высшего образования «Волгоградский государственный технический университет»[137].
59. Калинин, Дмитрий Андреевич (14 сентября 2020 года, № 557) — член совета ветеранов Прикубанской окружной города Краснодара организации Краснодарской краевой общественной организации ветеранов (пенсионеров, инвалидов) войны, труда, Вооружённых Сил и правоохранительных органов[138].
60. Максимова, Раиса Викторовна (14 сентября 2020 года, № 557) — артистка федерального государственного бюджетного учреждения культуры «Московский Художественный академический театр имени А. П. Чехова»[138].
61. Камалов, Армаис Альбертович (21 сентября 2020 года, № 575) — директор Медицинского научно-образовательного центра федерального государственного бюджетного образовательного учреждения высшего образования «Московский государственный университет имени М. В. Ломоносова»[139].
62. Мартон, Николай Сергеевич (21 сентября 2020 года, № 575) — артист федерального государственного бюджетного учреждения культуры «Национальный драматический театр России (Александринский театр)», город Санкт-Петербург[139].
63. Полухин, Олег Николаевич (12 октября 2020 года, № 617) — ректор федерального государственного автономного образовательного учреждения высшего образования «Белгородский государственный национальный исследовательский университет»[140].
64. Турчак, Андрей Анатольевич (12 октября 2020 года, № 617) — сенатор Российской Федерации — представитель от законодательного (представительного) органа государственной власти Псковской области, первый заместитель Председателя Совета Федерации Федерального Собрания Российской Федерации[140].
65. Плавунов, Николай Филиппович (12 октября 2020 года, № 617) — главный врач государственного бюджетного учреждения города Москвы «Станция скорой и неотложной медицинской помощи им. А. С. Пучкова»[140].
66. Хрипун, Алексей Иванович (12 октября 2020 года, № 617) — Министр Правительства Москвы, руководитель Департамента здравоохранения города Москвы[140].
67. Попов, Алексей Юрьевич (12 октября 2020 года, № 617) — первый заместитель генерального директора по экономике и финансам федерального государственного унитарного предприятия «Российская телевизионная и радиовещательная сеть», город Москва[140].
68. Теребиленко, Борис Николаевич (12 октября 2020 года, № 617) — заместитель генерального директора по управлению государственными программами и капитальному строительству федерального государственного унитарного предприятия «Российская телевизионная и радиовещательная сеть», город Москва[140].
69. Панфёров, Андрей Борисович (12 октября 2020 года, № 617) — первый заместитель Председателя Законодательного Собрания Новосибирской области[140].
70. Житомирский, Георгий Иосифович (5 ноября 2020 года, № 675) — научный консультант кафедры федерального государственного бюджетного образовательного учреждения высшего образования «Московский авиационный институт (национальный исследовательский университет)»[141].
71. Погосян, Михаил Асланович (5 ноября 2020 года, № 675) — ректор федерального государственного бюджетного образовательного учреждения высшего образования «Московский авиационный институт (национальный исследовательский университет)»[141].
72. Вертинская, Анастасия Александровна (5 ноября 2020 года, № 675) — артистка, член Общероссийской общественной организации «Союз театральных деятелей Российской Федерации (Всероссийское театральное общество)», город Москва[141].
73. Вилинбахов, Георгий Вадимович (5 ноября 2020 года, № 675) — заместитель генерального директора федерального государственного бюджетного учреждения культуры «Государственный Эрмитаж», город Санкт-Петербург[141].
74. Хакимов, Бахтиер Маруфович (5 ноября 2020 года, № 675) — специальный представитель Президента Российской Федерации по делам Шанхайской организации сотрудничества, советник Министра иностранных дел Российской Федерации[141].
75. Черешнев, Валерий Александрович (23 ноября 2020 года, № 732) — главный научный сотрудник, научный руководитель федерального государственного бюджетного учреждения науки Института иммунологии и физиологии Уральского отделения Российской академии наук, Свердловская область[142].
76. Бурганов, Рафис Тимерханович (23 ноября 2020 года, № 732), Республика Татарстан[142].
77. Мельникова, Тамара Михайловна (7 декабря 2020 года, № 755) — директор федерального государственного бюджетного учреждения культуры "Государственный Лермонтовский музей-заповедник «Тарханы», Пензенская область[143].

### 2021 (73 человека)
1. Нишанов, Рафик Нишанович (15 января 2021 года, № 25), город Москва[144].
2. Богданов, Михаил Леонидович (12 февраля 2021 года, № 83) — специальный представитель Президента Российской Федерации по Ближнему Востоку и странам Африки, заместитель Министра иностранных дел Российской Федерации[145].
3. Вомперский, Станислав Эдуардович (15 марта 2021 года, № 142) — научный руководитель федерального государственного бюджетного учреждения науки Института лесоведения Российской академии наук, Московская область[146].
4. Родионов, Анатолий Александрович (15 марта 2021 года, № 142) — директор Санкт-Петербургского филиала федерального государственного бюджетного учреждения науки Института океанологии имени П. П. Ширшова Российской академии наук[146].
5. Петров, Владимир Иванович (15 марта 2021 года, № 142) — заведующий кафедрой федерального государственного бюджетного образовательного учреждения высшего образования «Волгоградский государственный медицинский университет»[146].
6. Гуррагча, Жугдэрдэмидийн (15 марта 2021 года, № 142) — президент Общества дружбы «Монголия-Россия», гражданин Монголии[146].
7. Дитрих, Евгений Иванович (15 марта 2021 года, № 142) — действительный государственный советник Российской Федерации 1 класса[146].
8. Гуляев, Юрий Васильевич (6 апреля 2021 года, № 195) — научный руководитель федерального государственного бюджетного учреждения науки Института радиотехники и электроники им. В. А. Котельникова Российской академии наук, город Москва[147].
9. Долгов, Сергей Иванович (6 апреля 2021 года, № 195) — главный научный сотрудник Института международной экономики и финансов федерального государственного бюджетного образовательного учреждения высшего образования «Всероссийская академия внешней торговли Министерства экономического развития Российской Федерации», город Москва[147].
10. Аксёнов, Сергей Валерьевич (11 мая 2021 года, № 269) — Глава Республики Крым[148].
11. Загрутдинов, Рафик Равилович (11 мая 2021 года, № 269) — руководитель Департамента строительства города Москвы[148].
12. Месяц, Геннадий Андреевич (11 мая 2021 года, № 269) — член президиума федерального государственного бюджетного учреждения «Российская академия наук», город Москва[148].
13. Алфеев, Григорий Валериевич (митрополит Волоколамский Иларион) (18 мая 2021 года, № 293) — председатель Отдела внешних церковных связей Московского Патриархата[149].
14. Ющук, Николай Дмитриевич (18 мая 2021 года, № 293) — президент федерального государственного бюджетного образовательного учреждения высшего образования «Московский государственный медико-стоматологический университет имени А. И. Евдокимова», город Москва[149].
15. Карелина, Галина Тимофеевна (18 мая 2021 года, № 293) — артистка федерального государственного бюджетного учреждения культуры «Национальный драматический театр России (Александринский театр)», город Санкт-Петербург[149].
16. Васильев, Герард Вячеславович (5 июня 2021 года, № 340) — артист-вокалист государственного бюджетного учреждения культуры города Москвы «Московский государственный академический театр оперетты»[150].
17. Веденеев, Юрий Петрович (5 июня 2021 года, № 340) — артист-вокалист государственного бюджетного учреждения культуры города Москвы «Московский государственный академический театр оперетты»[150].
18. Бондарев, Виктор Николаевич (5 июня 2021 года, № 340) — сенатор Российской Федерации — представитель от исполнительного органа государственной власти Кировской области, председатель Комитета Совета Федерации по обороне и безопасности[150].
19. Иванов, Сергей Павлович (5 июня 2021 года, № 340) — сенатор Российской Федерации — представитель от законодательного (представительного) органа государственной власти Магаданской области, первый заместитель председателя Комитета Совета Федерации по бюджету и финансовым рынкам[150].
20. Наговицын, Вячеслав Владимирович (5 июня 2021 года, № 340) — сенатор Российской Федерации — представитель от исполнительного органа государственной власти Республики Бурятия, заместитель председателя Комитета Совета Федерации по Регламенту и организации парламентской деятельности[150].
21. Чернецкий, Аркадий Михайлович (5 июня 2021 года, № 340) — сенатор Российской Федерации — представитель от законодательного (представительного) органа государственной власти Свердловской области, первый заместитель председателя Комитета Совета Федерации по федеративному устройству, региональной политике, местному самоуправлению и делам Севера[150].
22. Титов, Анатолий Иванович (5 июня 2021 года, № 340) — депутат Законодательной Думы Томской области[150].
23. Колосков, Вячеслав Иванович (5 июня 2021 года, № 340) — почётный президент Общероссийской общественной организации «Российский футбольный союз», город Москва[150].
24. Симонов, Юрий Павлович (5 июня 2021 года, № 340) — ведущий программ акционерного общества «Первый канал», город Москва[150].
25. Васнев, Сергей Иванович (митрополит Тамбовский и Рассказовский Феодосий) (2 июля 2021 года, № 394) — управляющий религиозной организацией «Тамбовская епархия Русской Православной Церкви (Московский Патриархат)», глава Тамбовской митрополии[151].
26. Каменский, Валерий Викторович (2 июля 2021 года, № 394) — вице-президент по развитию общества с ограниченной ответственностью «Континентальная хоккейная лига», город Москва[151].
27. Пущаровский, Дмитрий Юрьевич (11 июля 2021 года, № 413) — декан факультета федерального государственного бюджетного образовательного учреждения высшего образования «Московский государственный университет имени М. В. Ломоносова»[152].
28. Синельников-Мурылёв, Сергей Германович (11 июля 2021 года, № 413) — ректор федерального государственного бюджетного образовательного учреждения высшего образования «Всероссийская академия внешней торговли Министерства экономического развития Российской Федерации», город Москва[152].
29. Шумаков, Сергей Леонидович (11 июля 2021 года, № 413) — заместитель генерального директора — главного редактора Главной редакции ЭСМИ «Телеканал „Россия-Культура“ (Россия-К)» федерального государственного унитарного предприятия «Всероссийская государственная телевизионная и радиовещательная компания», город Москва[152].
30. Герасимов, Анатолий Николаевич (11 июля 2021 года, № 413) — советник исполнительной дирекции общественной организации «Союз промышленников и предпринимателей Санкт-Петербурга»[152].
31. Сойфер, Виктор Александрович (25 июля 2021 года, № 434) — президент федерального государственного автономного образовательного учреждения высшего образования «Самарский национальный исследовательский университет имени академика С. П. Королёва»[153].
32. Комаров, Владимир Константинович (25 июля 2021 года, № 434) — композитор, член Общероссийской общественной организации «Союз кинематографистов Российской Федерации», город Москва[153].
33. Крол, Анатолий Ошерович (25 июля 2021 года, № 434) — доцент кафедры федерального государственного бюджетного образовательного учреждения высшего образования «Российская академия музыки имени Гнесиных», город Москва[153].
34. Швидковский, Дмитрий Олегович (6 августа 2021 года, № 455) — ректор федерального государственного бюджетного образовательного учреждения высшего образования «Московский архитектурный институт (государственная академия)»[154].
35. Измоденов, Александр Валентинович (6 августа 2021 года, № 455) — заместитель генерального директора по экономической безопасности акционерного общества «Компания ТрансТелеКом», город Москва[154].
36. Черников, Валерий Васильевич (6 августа 2021 года, № 455) — ведущий эксперт Уполномоченного по правам человека в Российской Федерации[154].
37. Карпов, Сергей Павлович (11 августа 2021 года, № 462) — заведующий кафедрой федерального государственного бюджетного образовательного учреждения высшего образования «Московский государственный университет имени М. В. Ломоносова»[155].
38. Пацкевич, Александра Вячеславовна (11 августа 2021 года, № 463) — спортсмен-инструктор спортивной сборной команды Российской Федерации по синхронному плаванию федерального государственного бюджетного учреждения «Центр спортивной подготовки сборных команд России», город Москва[156].
39. Ромашина, Светлана Алексеевна (11 августа 2021 года, № 463) — спортсмен-инструктор спортивной сборной команды Российской Федерации по синхронному плаванию федерального государственного бюджетного учреждения «Центр спортивной подготовки сборных команд России», город Москва[156].
40. Шишкина, Алла Анатольевна (11 августа 2021 года, № 463) — спортсмен-инструктор спортивной сборной команды Российской Федерации по синхронному плаванию федерального государственного бюджетного учреждения «Центр спортивной подготовки сборных команд России», город Москва[156].
41. Веденин, Вячеслав Петрович (16 августа 2021 года, № 467) — почётный член общественно-государственного объединения "Всероссийское физкультурно-спортивное общество «Динамо», город Москва[157].
42. Алекян, Баграт Гегамович (16 августа 2021 года, № 467) — заместитель директора федерального государственного бюджетного учреждения «Национальный медицинский исследовательский центр хирургии имени А. В. Вишневского», город Москва[157].
43. Могилёв, Александр Геннадьевич (митрополит Астанайский и Казахстанский Александр) (24 августа 2021 года, № 488) — глава Митрополичьего округа Русской православной церкви в Республике Казахстан, постоянный член Священного синода Русской православной церкви[158].
44. Тишков, Валерий Александрович (24 августа 2021 года, № 488) — академик-секретарь Отделения историко-филологических наук РАН федерального государственного бюджетного учреждения «Российская академия наук», город Москва[158].
45. Толстоногов, Александр Александрович (24 августа 2021 года, № 488) — заведующий отделением федерального государственного бюджетного учреждения науки Института динамики систем и теории управления имени В. М. Матросова Сибирского отделения Российской академии наук, Иркутская область[158].
46. Константинов, Владимир Андреевич (24 августа 2021 года, № 488) — Председатель Государственного Совета Республики Крым[158].
47. Мамсуров, Таймураз Дзамбекович (24 августа 2021 года, № 488) — сенатор Российской Федерации — представитель от исполнительного органа государственной власти Республики Северная Осетия — Алания, член Комитета Совета Федерации по обороне и безопасности[158].
48. Мельниченко, Андрей Игоревич (24 августа 2021 года, № 488) — член совета директоров акционерного общества «Минерально-химическая компания „ЕвроХим“», город Москва[158].
49. Заманский, Владимир Петрович (10 сентября 2021 года, № 525) — артист, член Общероссийской общественной организации «Союз кинематографистов Российской Федерации», город Москва[159].
50. Булгак, Владимир Борисович (10 сентября 2021 года, № 525), город Москва[159].
51. Кущенко, Сергей Валентинович (10 сентября 2021 года, № 525) — президент автономной некоммерческой организации «Единая баскетбольная лига», город Москва[159].
52. Хабиров, Радий Фаритович (10 сентября 2021 года, № 525) — Глава Республики Башкортостан[159].
53. Осипов, Геннадий Васильевич (1 октября 2021 года, № 558) — главный научный сотрудник Института социально-политических исследований федерального государственного бюджетного учреждения науки Федерального научно-исследовательского социологического центра Российской академии наук, город Москва[160].
54. Аксёнова, Алиса Ивановна (3 октября 2021 года, № 570) — советник Губернатора Владимирской области[161].
55. Шмелёва, Елена Владимировна (3 октября 2021 года, № 570) — руководитель образовательного фонда «Талант и успех», Краснодарский край[161].
56. Балашов, Николай Владимирович (протоиерей) (3 октября 2021 года, № 570) — заместитель председателя Отдела внешних церковных связей Московского Патриархата[161].
57. Шляпников, Владимир Владимирович (14 октября 2021 года, № 590) — генеральный директор общества с ограниченной ответственностью «Лечебный центр», город Москва[162].
58. Авдеев, Василий Иванович (14 октября 2021 года, № 590) — глава Аннинского муниципального района Воронежской области[162].
59. Маврин, Сергей Петрович (25 октября 2021 года, № 596) — заместитель Председателя Конституционного Суда Российской Федерации[163].
60. Рудкин, Юрий Дмитриевич (25 октября 2021 года, № 596) — судья Конституционного Суда Российской Федерации[163].
61. Гинцбург, Александр Леонидович (8 ноября 2021 года, № 623) — директор федерального государственного бюджетного учреждения «Национальный исследовательский центр эпидемиологии и микробиологии имени почётного академика Н. Ф. Гамалеи», город Москва[164].
62. Маров, Михаил Яковлевич (18 ноября 2021 года, № 659) — главный научный сотрудник федерального государственного бюджетного учреждения науки Ордена Ленина и Ордена Октябрьской Революции Института геохимии и аналитической химии имени В. И. Вернадского Российской академии наук, город Москва[165].
63. Александрова, Клавдия Ивановна (18 ноября 2021 года, № 659) — начальник департамента Управления Президента Российской Федерации по внешней политике[165].
64. Конов, Дмитрий Владимирович (18 ноября 2021 года, № 659) — председатель правления публичного акционерного общества «СИБУР Холдинг» общества с ограниченной ответственностью «СИБУР», город Москва[165].
65. Некрасов, Андрей Юрьевич (24 ноября 2021 года, № 671) — начальник Главного организационно-аналитического управления Генеральной прокуратуры Российской Федерации[166].
66. Петров, Валерий Георгиевич (24 ноября 2021 года, № 671) — заместитель Генерального прокурора Российской Федерации — Главный военный прокурор[166].
67. Нероев, Владимир Владимирович (24 ноября 2021 года, № 671) — директор федерального государственного бюджетного учреждения «Национальный медицинский исследовательский центр глазных болезней имени Гельмгольца», город Москва[166].
68. Романенко, Геннадий Алексеевич (20 декабря 2021 года, № 714) — член президиума федерального государственного бюджетного учреждения «Российская академия наук», город Москва[167].
69. Чеботарёв, Геннадий Николаевич (20 декабря 2021 года, № 714) — заведующий кафедрой федерального государственного автономного образовательного учреждения высшего образования «Тюменский государственный университет»[167].
70. Кетрова, Ирина Фёдоровна (31 декабря 2021 года, № 756) — ведущий инженер отдела обособленного подразделения в городе Северобайкальске акционерного общества «СТРОЙ-ТРЕСТ», Республика Бурятия[168].
71. Лобанов, Владимир Борисович (31 декабря 2021 года, № 756) — советник генерального директор акционерного общества «Бамтоннельстрой-Мост», город Москва[168].
72. Филиппов, Евгений Николаевич (31 декабря 2021 года, № 756) — руководитель обособленного подразделения в городе Северобайкальске акционерного общества «СТРОЙ-ТРЕСТ», Республика Бурятия[168].
73. Иксанов, Тахир Гадельзянович (31 декабря 2021 года, № 756) — исполнительный директор Межгосударственного фонда гуманитарного сотрудничества государств — участников Содружества Независимых Государств, город Москва[168].

### 2022 (73 человека)
1. Середенин, Сергей Борисович (20 января 2022 года, № 16) — научный руководитель федерального государственного бюджетного научного учреждения «Научно-исследовательский институт фармакологии имени В. В. Закусова», город Москва[169].
2. Жвачкин, Сергей Анатольевич (20 января 2022 года, № 16) — Губернатор Томской области[169].
3. Рукавишников, Александр Иулианович (20 января 2022 года, № 16) — заведующий кафедрой федерального государственного бюджетного образовательного учреждения высшего образования «Московский государственный академический художественный институт имени В. И. Сурикова при Российской академии художеств»[169].
4. Большунов, Александр Александрович (25 февраля 2022 года, № 78) — спортсмен-инструктор спортивной сборной команды Российской Федерации по лыжным гонкам федерального государственного бюджетного учреждения «Центр спортивной подготовки сборных команд России», город Москва[170].
5. Лукьянова, Людмила Дмитриевна (11 марта 2022 года, № 111) — главный научный сотрудник федерального государственного бюджетного научного учреждения «Научно-исследовательский институт общей патологии и патофизиологии», город Москва[171].
6. Ржаненков, Александр Николаевич (21 марта 2022 года, № 132) — председатель постоянной комиссии по социальной политике и здравоохранению Законодательного Собрания Санкт-Петербурга[172].
7. Лякин-Фролов, Игорь Семёнович (21 марта 2022 года, № 132) — Чрезвычайный и Полномочный Посол Российской Федерации в Республике Таджикистан[172].
8. Путилин, Павел Иванович (21 марта 2022 года, № 132) — депутат Липецкого областного Совета депутатов[172].
9. Ватутин, Андрей Владимирович (21 марта 2022 года, № 132) — генеральный директор общества с ограниченной ответственностью "Профессиональный баскетбольный клуб «ЦСКА», город Москва[172].
10. Коровкин, Василий Кузьмич (1 апреля 2022 года, № 176) — председатель Совета ветеранов 5-й краснознамённой Армии Московской общественной организации ветеранов Великой Отечественной войны, ветеранов боевых действий, военной службы и ветеранов труда[173].
11. Юдин, Сергей Михайлович (18 апреля 2022 года, № 212) — генеральный директор федерального государственного бюджетного учреждения «Центр стратегического планирования и управления медико-биологическими рисками здоровью», город Москва[174].
12. Зяббаров, Азат Галимзянович (18 апреля 2022 года, № 212) — руководитель Управления Федеральной службы государственной регистрации, кадастра и картографии по Республике Татарстан[174].
13. Строев, Егор Семёнович (4 мая 2022 года, № 251), Орловская область[175].
14. Шойхет, Яков Нахманович (4 мая 2022 года, № 251) — заведующий кафедрой федерального государственного бюджетного образовательного учреждения высшего образования «Алтайский государственный медицинский университет», Алтайский край[175].
15. Богданов, Алексей Алексеевич (18 мая 2022 года, № 290) — заместитель директора Научно-исследовательского института физико-химической биологии имени А. Н. Белозерского федерального государственного бюджетного образовательного учреждения высшего образования «Московский государственный университет имени М. В. Ломоносова»[176].
16. Чичканов, Валерий Петрович (2 июня 2022 года, № 337) — советник президента федерального государственного бюджетного учреждения «Российская академия наук», город Москва[177].
17. Челноков, Иван Петрович (2 июня 2022 года, № 337) — генеральный директор федерального государственного предприятия «Ведомственная охрана железнодорожного транспорта Российской Федерации», город Москва[177].
18. Кинщак, Александр Александрович (2 июня 2022 года, № 337) — директор Департамента Ближнего Востока и Северной Африки Министерства иностранных дел Российской Федерации[177].
19. Романенков, Николай Семёнович (14 июня 2022 года, № 375) — судья Верховного Суда Российской Федерации в отставке[178].
20. Негоица, Павел Афанасьевич (14 июня 2022 года, № 375) — генеральный директор федерального государственного бюджетного учреждения "Редакция «Российской газеты», город Москва[178].
21. Шестаков, Игорь Леонидович (14 июня 2022 года, № 375) — генеральный директор акционерного общества «Москва Медиа»[178].
22. Варнавский, Владимир Алексеевич (15 июня 2022 года, № 381) — Председатель Законодательного Собрания Омской области[179].
23. Абдул-Кадыров, Шарпудди Муайдович (15 июня 2022 года, № 381) — прокурор Чеченской Республики[179].
24. Бажутов, Сергей Александрович (15 июня 2022 года, № 381) — начальник Главного уголовно-судебного управления Генеральной прокуратуры Российской Федерации[179].
25. Бокарев, Андрей Рэмович (1 июля 2022 года, № 418) — вице-президент Общероссийской общественной организации «Федерация тенниса России», президент акционерного общества «Трансмашхолдинг», город Москва[180].
26. Данченко, Татьяна Евгеньевна (1 июля 2022 года, № 418) — тренер государственного бюджетного учреждения города Москвы "Физкультурно-спортивное объединение «Юность Москвы» Департамента спорта города Москвы[180].
27. Рожков, Павел Алексеевич (1 июля 2022 года, № 418) — президент Общероссийской общественной организации «Паралимпийский комитет России», город Москва[180].
28. Строкин, Андрей Александрович (1 июля 2022 года, № 418) — заместитель руководителя аппарата Общероссийской общественной организации «Паралимпийский комитет России», президент Общероссийской общественной организации «Всероссийская федерация спорта лиц с поражением опорно-двигательного аппарата», город Москва[180].
29. Шевченко, Дмитрий Степанович (1 июля 2022 года, № 418) — старший тренер спортивной сборной команды Российской Федерации по фехтованию федерального государственного бюджетного учреждения «Центр спортивной подготовки сборных команд России», город Москва[180].
30. Паршиков, Юрий Григорьевич (8 июля 2022 года, № 436) — директор федерального государственного бюджетного учреждения науки Межведомственного центра аналитических исследований в области физики, химии и биологии при Президиуме Российской академии наук, город Москва[181].
31. Аганбегян, Абел Гезевич (8 июля 2022 года, № 436) — заведующий кафедрой федерального государственного бюджетного образовательного учреждения высшего образования «Российская академия народного хозяйства и государственной службы при Президенте Российской Федерации», город Москва[181].
32. Писеев, Валентин Николаевич (8 июля 2022 года, № 436) — почётный президент Общероссийской общественной организации «Федерация фигурного катания на коньках России», город Москва[181].
33. Колотушкин, Владимир Сергеевич (8 июля 2022 года, № 436) — директор акционерного общества "Уралэлектромед открытого акционерного общества «Уральская горно-металлургическая компания», Свердловская область[181].
34. Конторович, Алексей Эмильевич (15 июля 2022 года, № 456) — советник Российской академии наук федерального государственного бюджетного учреждения науки Института нефтегазовой геологии и геофизики имени А. А. Трофимука Сибирского отделения Российской академии наук, Новосибирская область[182].
35. Артизов, Андрей Николаевич (15 июля 2022 года, № 456) — руководитель Федерального архивного агентства[182].
36. Климов, Андрей Аркадьевич (15 июля 2022 года, № 456) — сенатор Российской Федерации — представитель от исполнительного органа государственной власти Пермского края, заместитель председателя Комитета Совета Федерации по международным делам[182].
37. Пономарёв, Александр Сергеевич (15 июля 2022 года, № 456) — первый заместитель генерального директора автономной некоммерческой организации «Общественное телевидение России», город Москва[182].
38. Ножкин, Михаил Иванович (15 июля 2022 года, № 456) — сопредседатель правления Общероссийской общественной организации «Союз писателей России», город Москва[182].
39. Мирзиёев, Шавкат Миромонович (23 июля 2022 года, № 491) — Президент Республики Узбекистан[183].
40. Коноплёв, Дмитрий Владимирович (25 июля 2022 года, № 500; посмертно) — заместитель генерального директора акционерного общества "НПО «Высокоточные комплексы» — управляющий директор акционерного общества «Конструкторское бюро приборостроения им. академика А. Г. Шипунова»[184].
41. Метшин, Ильсур Раисович (8 августа 2022 года, № 525) — глава муниципального образования города Казани — мэр города Казани Республики Татарстан[185].
42. Песошин, Алексей Валерьевич (8 августа 2022 года, № 525) — Премьер-министр Республики Татарстан[185].
43. Андреев, Сергей Вадимович (8 августа 2022 года, № 525) — Чрезвычайный и Полномочный Посол Российской Федерации в Республике Польша[185].
44. Пивовар, Ефим Иосифович (8 августа 2022 года, № 525) — президент федерального государственного бюджетного образовательного учреждения высшего образования «Российский государственный гуманитарный университет», город Москва[185].
45. Кузнецов, Александр Алексеевич (8 августа 2022 года, № 525) — генеральный директор акционерного общества «ХелиВерт», Московская область[185].
46. Лёвкин, Сергей Иванович (8 августа 2022 года, № 525) — руководитель Департамента градостроительной политики города Москвы[185].
47. Караганов, Сергей Александрович (5 сентября 2022 года, № 606) — научный руководитель факультета мировой экономики и мировой политики федерального государственного автономного образовательного учреждения высшего образования "Национальный исследовательский университет «Высшая школа экономики», город Москва[186].
48. Беляев, Николай Фёдорович (5 сентября 2022 года, № 606) — председатель комитета Законодательного Собрания Ростовской области по регламентным вопросам и депутатской этике[186].
49. Тихонова, Нина Тимофеевна (5 сентября 2022 года, № 606) — главный научный сотрудник федерального бюджетного учреждения науки «Московский научно-исследовательский институт эпидемиологии и микробиологии им. Г. Н. Габричевского», город Москва[186].
50. Трухина, Галина Михайловна (5 сентября 2022 года, № 606) — заведующая отделом федерального бюджетного учреждения науки «Федеральный научный центр гигиены им. Ф. Ф. Эрисмана», Московская область[186].
51. Шафраник, Юрий Константинович (5 сентября 2022 года, № 606) — председатель совета директоров закрытого акционерного общества "Межгосударственная нефтяная компания «СоюзНефтеГаз», город Москва[186].
52. Баранов, Леонид Тимофеевич (14 сентября 2022 года, № 637) — заместитель генерального директора, начальник филиала «Байконур» публичного акционерного общества «Ракетно-космическая корпорация „Энергия“ имени С. П. Королёва», Московская область[187].
53. Романов, Сергей Юрьевич (14 сентября 2022 года, № 637) — заместитель генерального директора, главный конструктор по пилотируемым космическим комплексам в рамках программы МКС публичного акционерного общества «Ракетно-космическая корпорация „Энергия“ имени С. П. Королёва», Московская область[187].
54. Малеев, Виктор Васильевич (7 октября 2022 года, № 713) — советник директора по научной работе федерального бюджетного учреждения науки «Центральный научно-исследовательский институт эпидемиологии», город Москва[188].
55. Гамба, Эцио (12 октября 2022 года, № 732) — главный тренер спортивной сборной команды Российской Федерации по дзюдо Общероссийской общественной организации «Федерация дзюдо России», город Москва[189].
56. Казаченков, Авель Николаевич (12 октября 2022 года, № 732) — тренер по дзюдо государственного бюджетного учреждения Московской области «Центр спортивной подготовки по олимпийским видам спорта»[189].
57. Ильин, Леонид Андреевич (12 октября 2022 года, № 732) — почётный президент федерального государственного бюджетного учреждения «Государственный научный центр Российской Федерации Федеральный медицинский биофизический центр имени А. И. Бурназяна», город Москва[189].
58. Локшин, Александр Маркович (12 октября 2022 года, № 732) — первый заместитель генерального директора по атомной энергетике Государственной корпорации по атомной энергии «Росатом»[189].
59. Дыгай, Александр Михайлович (14 ноября 2022 года, № 816) — главный научный сотрудник федерального государственного бюджетного научного учреждения «Научно-исследовательский институт общей патологии и патофизиологии», город Москва[190].
60. Мухаметшин, Фарид Хайруллович (14 ноября 2022 года, № 816) — Председатель Государственного Совета Республики Татарстан[190].
61. Власов, Валентин Викторович (17 ноября 2022 года, № 830) — научный руководитель федерального государственного бюджетного учреждения науки Института химической биологии и фундаментальной медицины Сибирского отделения Российской академии наук, Новосибирская область[191].
62. Ларин, Игорь Викторович (17 ноября 2022 года, № 830) — генеральный директор закрытого акционерного общества «Щёлковохлеб», Московская область[191].
63. Бурутин, Сергей Германович (17 ноября 2022 года, № 830) — руководитель аппарата Председателя Исполнительного комитета — Исполнительного секретаря СНГ Исполнительного комитета Содружества Независимых Государств[191].
64. Хомчик, Владимир Владимирович (28 ноября 2022 года, № 866) — заместитель Председателя Верховного Суда Российской Федерации — председатель Судебной коллегии по делам военнослужащих Верховного Суда Российской Федерации[192].
65. Газизуллин, Марс Мулланурович (28 ноября 2022 года, № 866) — первый заместитель председателя правления — руководитель дирекции (филиала) М-12 Государственной компании «Российские автомобильные дороги», город Москва[192].
66. Данкверт, Сергей Алексеевич (28 ноября 2022 года, № 866) — руководитель Федеральной службы по ветеринарному и фитосанитарному надзору[192].
67. Шипилева, Елена Михайловна (28 ноября 2022 года, № 866) — заместитель руководителя аппарата Счётной палаты Российской Федерации[192].
68. Кучерена, Анатолий Григорьевич (22 декабря 2022 года, № 933) — адвокат, председатель центрального совета Общероссийского общественного движения за достойную жизнь и справедливость «Гражданское общество», город Москва[193].
69. Пикалёв, Валерий Иванович (22 декабря 2022 года, № 933) — вице-губернатор Санкт-Петербурга — руководитель Администрации Губернатора Санкт-Петербурга[193].
70. Боцан-Харченко, Александр Аркадьевич (22 декабря 2022 года, № 933) — Чрезвычайный и Полномочный Посол Российской Федерации в Республике Сербии[193].
71. Макагонова, Халидэ Хусяиновна (22 декабря 2022 года, № 933) — президент Межрегиональной общественной организации "Союз женщин лётных специальностей «Авиатриса», город Москва[193].
72. Маненков, Сергей Петрович (30 декабря 2022 года, № 980) — глава Белоярского района Ханты-Мансийского автономного округа — Югры[194].
73. Мурадов, Георгий Львович (30 декабря 2022 года, № 980) — заместитель Председателя Совета министров Республики Крым — постоянного представителя Республики Крым при Президенте Российской Федерации[194].

### 2023 (67 человек)
1. Буре, Павел Владимирович (26 января 2023 года, № 37) — специальный представитель Общероссийской общественной организации «Федерация хоккея России» по международным делам, город Москва[195].
2. Славский, Владимир Фёдорович (26 января 2023 года, № 37) — вице-президент Общероссийской общественной организации «Федерация прыжков на лыжах с трамплина и лыжного двоеборья России», город Москва[195].
3. Тутберидзе, Этери Гогиевна (26 января 2023 года, № 37) — тренер спортивной сборной команды Российской Федерации по фигурному катанию на коньках федерального государственного бюджетного учреждения «Центр спортивной подготовки сборных команд России», город Москва[195].
4. Гинтер, Евгений Константинович (11 февраля 2023 года, № 81) — научный руководитель федерального государственного бюджетного научного учреждения «Медико-генетический научный центр имени академика Н. П. Бочкова», город Москва[196].
5. Годунов, Сергей Константинович (11 февраля 2023 года, № 81) — руководитель научного направления федерального государственного бюджетного учреждения науки Института математики имени С. Л. Соболева Сибирского отделения Российской академии наук, Новосибирская область[196].
6. Гармонин, Сергей Викторович (11 февраля 2023 года, № 81) — Чрезвычайный и Полномочный Посол Российской Федерации в Швейцарской Конфедерации и Княжестве Лихтенштейн по совместительству[196].
7. Келин, Андрей Владимирович (11 февраля 2023 года, № 81) — Чрезвычайный и Полномочный Посол Российской Федерации в Соединённом Королевстве Великобритании и Северной Ирландии[196].
8. Школьник, Александр Яковлевич (11 февраля 2023 года, № 81) — директор федерального государственного бюджетного учреждения культуры «Центральный музей Великой Отечественной войны 1941—1945 гг.», город Москва[196].
9. Лисицын-Светланов, Андрей Геннадьевич (27 февраля 2023 года, № 123) — главный научный сотрудник сектора федерального государственного бюджетного учреждения науки Института государства и права Российской академии наук, город Москва[197].
10. Некипелов, Александр Дмитриевич (27 февраля 2023 года, № 123) — директор Московской школы экономики федерального государственного бюджетного образовательного учреждения высшего образования «Московский государственный университет имени М. В. Ломоносова»[197].
11. Глухов, Владимир Викторович (28 февраля 2023 года, № 133) — руководитель административного аппарата ректора федерального государственного автономного образовательного учреждения высшего образования «Санкт-Петербургский политехнический университет Петра Великого»[198].
12. Ахмадов, Мохмад-Эми Исаевич (28 февраля 2023 года, № 133)— управляющий Отделением Фонда пенсионного и социального страхования Российской Федерации по Чеченской Республике[198].
13. Шигабутдинов, Альберт Кашафович (28 февраля 2023 года, № 133) — генеральный директор акционерного общества «ТАИФ», Республика Татарстан[198].
14. Козлов, Сергей Иванович (27 марта 2023 года, № 193) — начальник Управления делами и кадров Федерального медико-биологического агентства[199].
15. Лазарев, Валерий Васильевич (3 апреля 2023 года, № 234) — главный научный сотрудник центра фундаментальных правовых исследований; работник федерального государственного научно-исследовательского учреждения «Институт законодательства и сравнительного правоведения при Правительстве Российской Федерации» (город Москва)[200].
16. Потёмкин, Владимир Васильевич (3 апреля 2023 года, № 234) — заместитель Губернатора Калужской области[200].
17. Петров, Александр Петрович (3 апреля 2023 года, № 234), Чувашская Республика[200].
18. Егоров, Евгений Алексеевич (12 апреля 2023 года, № 263) — директор федерального государственного бюджетного научного учреждения «Северо-Кавказский федеральный научный центр садоводства, виноградарства, виноделия», Краснодарский край[201].
19. Муранов, Александр Юрьевич (12 апреля 2023 года, № 263) — заместитель председателя правления акционерного общества «Газпромбанк», город Москва[201].
20. Мазуров, Вадим Иванович (27 апреля 2023 года, № 304) — заведующий кафедрой федерального государственного бюджетного образовательного учреждения высшего образования «Северо-Западный государственный медицинский университет имени И. И. Мечникова», город Санкт-Петербург[202].
21. Калинин, Юрий Иванович (27 апреля 2023 года, № 304) — действительный государственный советник юстиции Российской Федерации 1 класса[202].
22. Бутин, Сергей Владимирович (12 мая 2023 года, № 339) — директор Генерального секретариата (Департамента) Министерства иностранных дел Российской Федерации[203].
23. Митрофанова, Элеонора Валентиновна (12 мая 2023 года, № 339) — Чрезвычайный и Полномочный Посол Российской Федерации в Республике Болгарии[203].
24. Морозов, Никита Фёдорович (12 мая 2023 года, № 339) — профессор кафедры федерального государственного бюджетного образовательного учреждения высшего образования «Санкт-Петербургский государственный университет»[203].
25. Фёдоров, Виктор Васильевич (24 мая 2023 года, № 374) — президент федерального государственного бюджетного учреждения «Российская государственная библиотека», город Москва[204].
26. Панкин, Александр Анатольевич (24 мая 2023 года, № 374) — заместитель Министра иностранных дел Российской Федерации[204].
27. Билялетдинов, Зинэтула Хайдярович (6 июня 2023 года, № 416) — ветеран автономной некоммерческой организации "Хоккейный клуб «Динамо-Москва»[205].
28. Давыдов, Виталий Семёнович (6 июня 2023 года, № 416) — советник генерального директора автономной некоммерческой организации "Хоккейный клуб «Динамо-Москва»[205].
29. Мальцев, Александр Николаевич (6 июня 2023 года, № 416) — советник генерального директора автономной некоммерческой организации "Хоккейный клуб «Динамо-Москва»[205].
30. Первухин, Василий Алексеевич (6 июня 2023 года, № 416) — ветеран автономной некоммерческой организации "Хоккейный клуб «Динамо-Москва»[205].
31. Петухов, Станислав Афанасьевич (6 июня 2023 года, № 416) — ветеран автономной некоммерческой организации "Хоккейный клуб «Динамо-Москва»[205].
32. Юрзинов, Владимир Владимирович (6 июня 2023 года, № 416) — ветеран автономной некоммерческой организации "Хоккейный клуб «Динамо-Москва»[205].
33. Додик, Милорад (6 июня 2023 года, № 416) — Президент Республики Сербской, Босния и Герцеговина[205].
34. Узденов, Али Муссаевич (9 июня 2023 года, № 420) — председатель совета директоров акционерного общества Агрохолдинг «СТЕПЬ»[206].
35. Новиков, Сергей Геннадьевич (9 июня 2023 года, № 420) — статс-секретарь — заместитель генерального директора Государственной корпорации по атомной энергии «Росатом»[206].
36. Нечаев, Сергей Юрьевич (9 июня 2023 года, № 420) — Чрезвычайный и Полномочный Посол Российской Федерации в Федеративной Республике Германия[206].
37. Черкезов, Владимир Аванесович (21 июня 2023 года, № 450) — генеральный директор закрытого акционерного общества «Кировский конный завод», Ростовская область[207].
38. Тонковидов, Игорь Васильевич (21 июня 2023 года, № 450) — генеральный директор публичного акционерного общества «Современный коммерческий флот», город Санкт-Петербург[207].
39. Никольский, Пётр Сергеевич (27 июня 2023 года, № 477) — внештатный профессор-консультант Музея федерального государственного образовательного бюджетного учреждения высшего образования «Финансовый университет при Правительстве Российской Федерации», город Москва[208].
40. Титов, Владимир Геннадиевич (10 июля 2023 года, № 512) — первый заместитель Министра иностранных дел Российской Федерации[209].
41. Проханов, Александр Андреевич (10 июля 2023 года, № 512) — председатель Общероссийского общественного движения поддержки и реализации социально значимых инициатив и проектов «Русская мечта», город Москва[209].
42. Трубецкой, Климент Николаевич (10 июля 2023 года, № 512) — советник федерального государственного бюджетного учреждения «Российская академия наук», город Москва[209].
43. Костин, Сергей Васильевич (20 июля 2023 года, № 538) — заместитель председателя Комитета по архитектуре и градостроительству города Москвы[210].
44. Пузырёв, Валерий Павлович (20 июля 2023 года, № 538) — научный руководитель Научно-исследовательского института медицинской генетики федерального государственного бюджетного научного учреждения «Томский национальный исследовательский медицинский центр Российской академии наук»[210].
45. Покровский, Леонид Николаевич (митрополит Ставропольский и Невинномысский Кирилл) (31 июля 2023 года, № 567) — епархиальный архиерей религиозной организации «Ставропольская и Невинномысская Епархия Русской Православной Церкви (Московский Патриархат)», Ставропольский край[211].
46. Легойда, Владимир Романович (8 августа 2023 года, № 594) — председатель религиозной организации «Синодальный отдел Русской Православной Церкви (Московский патриархат) по взаимоотношениями Церкви с обществом и средствами массовой информации», город Москва[212].
47. Поздняков, Станислав Алексеевич (17 августа 2023 года, № 620) — президент Общероссийского союза общественных объединений «Олимпийский комитет России», город Москва[213].
48. Городецкий, Владимир Филиппович (17 августа 2023 года, № 620) — сенатор Российской Федерации — представитель от исполнительного органа государственной власти Новосибирской области, первый заместитель председателя Комитета Совета Федерации по федеративному устройству, региональной политике, местному самоуправлению и делам Севера[213].
49. Чехонин, Владимир Павлович (25 августа 2023 года, № 643) — заместитель председателя федерального государственного бюджетного учреждения «Российская академия наук», город Москва[214].
50. Квинт, Владимир Львович (25 августа 2023 года, № 643) — заведующий кафедрой Московской школы экономики федерального государственного бюджетного образовательного учреждения высшего образования «Московский государственный университет имени М. В. Ломоносова»[214].
51. Кузнецов, Павел Маратович (4 сентября 2023 года, № 651) — Чрезвычайный и Полномочный Посол Российской Федерации в Финляндской Республике[215].
52. Захватов, Александр Григорьевич (18 сентября 2023 года, № 684) — специальный представитель Губернатора Санкт-Петербурга в Управлении делами Управления делами Администрации Губернатора Санкт-Петербурга[216].
53. Сивкова, Светлана Геннадьевна (18 сентября 2023 года, № 684) — генеральный директор федерального государственного бюджетного учреждения культуры "Музей-заповедник «Музей Мирового океана», Калининградская область[216].
54. Мазепин, Дмитрий Аркадьевич (3 октября 2023 года, № 740) — председатель Комиссии по производству и рынку удобрений, член Бюро Правления Общероссийской общественной организации «Российский союз промышленников и предпринимателей», город Москва[217].
55. Изотова, Галина Сергеевна (23 октября 2023 года, № 797) — заместитель Председателя Счётной палаты Российской Федерации[218].
56. Пашкевич, Наталья Владимировна (23 октября 2023 года, № 797) — первый проректор федерального государственного бюджетного образовательного учреждения высшего образования «Санкт-Петербургский горный университет императрицы Екатерины II»[218].
57. Трофимов, Виктор Титович (23 октября 2023 года, № 797) — заведующий кафедрой федерального государственного бюджетного образовательного учреждения высшего образования «Московский государственный университет имени М. В. Ломоносова»[218].
58. Эфендиев, Назим Тофик оглы (8 ноября 2023 года, № 825) — генеральный директор общества с ограниченной ответственностью Управляющей компании «МЕТАЛЛОИНВЕСТ», Московская область[219].
59. Горшуков, Владимир Валентинович (8 ноября 2023 года, № 825) — вице-президент Общероссийской физкультурно-спортивной общественной организации «Всероссийская федерация самбо», советник генерального директора акционерного общества «Мосинжпроект», город Москва[219].
60. Кудряшкин, Игорь Геннадьевич (22 ноября 2023 года, № 870) — коммерческий директор открытого акционерного общества «Уральская горно-металлургическая компания», Свердловская область[220].
61. Сергеев, Дмитрий Геннадьевич (22 ноября 2023 года, № 870) — генеральный директор акционерного общества «Объединённая зерновая компания», город Москва[220].
62. Жуйков, Дмитрий Сергеевич (22 ноября 2023 года, № 870) — заместитель Министра юстиции Российской Федерации[220].
63. Полозкова-Скобликова, Лидия Павловна (22 ноября 2023 года, № 870) — заслуженный мастер спорта СССР, город Москва[220].
64. Шукшунов, Валентин Ефимович (23 ноября 2023 года, № 895) — генеральный директор общества с ограниченной ответственностью «Центр тренажёростроения и подготовки персонала», город Москва[221].
65. Григорьев, Борис Афанасьевич (4 декабря 2023 года, № 919) — начальник отдела учёного совета общества с ограниченной ответственностью «Научно-исследовательский институт природных газов и газовых технологий — Газпром ВНИИГАЗ», Московская область[222].
66. Нажмудинов, Касум Гусейнович (4 декабря 2023 года, № 919) — хранитель спортивных кубков федерального государственного унитарного предприятия «Национальный аэроклуб России им. Чкалова», город Москва[222].
67. Конов, Виталий Иванович (4 декабря 2023 года, № 919) — руководитель Центра естественно-научных исследований федерального государственного бюджетного учреждения науки Федерального исследовательского центра «Институт общей физики им. А. М. Прохорова Российской академии наук», город Москва[222].

### 2024 (92 человека)
1. Герасимов, Евгений Владимирович (3 января 2024 года, № 3) — депутат Московской городской Думы[223].
2. Багаев, Сергей Николаевич (5 февраля 2024 года, № 90) — академик Российской академии наук[224].
3. Матвеев, Виктор Анатольевич (5 февраля 2024 года, № 90) — академик Российской академии наук[224].
4. Молодин, Вячеслав Иванович (5 февраля 2024 года, № 90) — академик Российской академии наук[224].
5. Нарайкин, Олег Степанович (5 февраля 2024 года, № 90) — член-корреспондент Российской академии наук[224].
6. Сафаралиев, Гаджимет Керимович (5 февраля 2024 года, № 90) — член-корреспондент Российской академии наук[224].
7. Чарушин, Валерий Николаевич (5 февраля 2024 года, № 90) — академик Российской академии наук[224].
8. Шустов, Борис Михайлович (5 февраля 2024 года, № 90) — член-корреспондент Российской академии наук[224].
9. Лаврушин, Николай Иванович (5 февраля 2024 года, № 90) — директор общества с ограниченной ответственностью «Чеботаевка», Ульяновская область[224].
10. Бабешко, Владимир Андреевич (5 февраля 2024 года, № 91) — академик Российской академии наук[225].
11. Балега, Юрий Юрьевич (5 февраля 2024 года, № 91) — академик Российской академии наук[225].
12. Бетелин, Владимир Борисович (5 февраля 2024 года, № 91) — академик Российской академии наук[225].
13. Бондур, Валерий Григорьевич (5 февраля 2024 года, № 91) — академик Российской академии наук[225].
14. Велихов, Евгений Павлович (5 февраля 2024 года, № 91) — академик Российской академии наук[225].
15. Готье, Сергей Владимирович (5 февраля 2024 года, № 91) — академик Российской академии наук[225].
16. Карпов, Олег Эдуардович (5 февраля 2024 года, № 91) — академик Российской академии наук[225].
17. Кирпичников, Михаил Петрович (5 февраля 2024 года, № 91) — академик Российской академии наук[225].
18. Кокошин, Андрей Афанасьевич (5 февраля 2024 года, № 91) — академик Российской академии наук[225].
19. Макаров, Николай Андреевич (5 февраля 2024 года, № 91) — академик Российской академии наук[225].
20. Мирошников, Анатолий Иванович (5 февраля 2024 года, № 91) — академик Российской академии наук[225].
21. Нигматулин, Роберт Искандрович (5 февраля 2024 года, № 91) — академик Российской академии наук[225].
22. Полунина, Наталья Валентиновна (5 февраля 2024 года, № 91) — академик Российской академии наук[225].
23. Савин, Геннадий Иванович (5 февраля 2024 года, № 91) — академик Российской академии наук[225].
24. Сагдеев, Ренад Зиннурович (5 февраля 2024 года, № 91) — академик Российской академии наук[225].
25. Сандриков, Валерий Александрович (5 февраля 2024 года, № 91) — академик Российской академии наук[225].
26. Семёнов, Алексей Львович (5 февраля 2024 года, № 91) — академик Российской академии наук[225].
27. Сергеев, Александр Михайлович (5 февраля 2024 года, № 91) — академик Российской академии наук[225].
28. Соколов, Игорь Анатольевич (5 февраля 2024 года, № 91) — академик Российской академии наук[225].
29. Ханчук, Александр Иванович (5 февраля 2024 года, № 91) — академик Российской академии наук[225].
30. Хомич, Владислав Юрьевич (5 февраля 2024 года, № 91) — академик Российской академии наук[225].
31. Чаплыгин, Юрий Александрович (5 февраля 2024 года, № 91) — академик Российской академии наук[225].
32. Локтев, Александр Алексеевич (8 февраля 2024 года, № 108) — директор по внутреннему контролю и аудиту — главный контролёр Государственной корпорации по атомной энергии «Росатом»[226].
33. Иванов, Евгений Сергеевич (8 февраля 2024 года, № 108) — статс-секретарь — заместитель Министра иностранных дел Российской Федерации[226].
34. Лукашевич, Александр Казимирович (8 февраля 2024 года, № 108) — Постоянный представитель Российской Федерации при Организации по безопасности и сотрудничеству в Европе (ОБСЕ) в Вене, Австрийская Республика[226].
35. Мацегора, Александр Иванович (8 февраля 2024 года, № 108) — Чрезвычайный и Полномочный Посол Российской Федерации в Корейской Народно-Демократической Республике[226].
36. Збруев, Александр Викторович (8 февраля 2024 года, № 108) — артист государственного бюджетного учреждения культуры города Москвы "Московский государственный театр «Ленком Марка Захарова»[226].
37. Спицын, Евгений Юрьевич (15 февраля 2024 года, № 113) — писатель общества с ограниченной ответственностью «КОНЦЕПТУАЛ», город Москва[227].
38. Емельянова, Вера Васильевна (15 февраля 2024 года, № 113) — первый заместитель Губернатора Псковской области[227].
39. Трухачёв, Владимир Иванович (15 февраля 2024 года, № 113) — академик Российской академии наук[227].
40. Чернышёв, Сергей Леонидович (15 февраля 2024 года, № 113) — академик Российской академии наук[227].
41. Михайлов, Александр Яковлевич (14 марта 2024 года, № 187) — профессор кафедры федерального государственного бюджетного образовательного учреждения высшего образования «Всероссийский государственный университет кинематографии имени С. А. Герасимова», город Москва[228].
42. Козицын, Андрей Анатольевич (3 апреля 2024 года, № 233) — советник генерального директора открытого акционерного общества «Уральская горно-металлургическая компания», Свердловская область[229].
43. Михаленко, Дмитрий Геннадьевич (3 апреля 2024 года, № 233) — вице-президент по персоналу и социальной политике акционерного общества «АВТОВАЗ», Самарская область[229].
44. Магомедов, Джамбулат Мусаевич (11 апреля 2024 года, № 253) — директор государственного бюджетного учреждения "Академический заслуженный ансамбль танца Дагестана «Лезгинка», Республика Дагестан[230].
45. Филатов, Андрей Васильевич (11 апреля 2024 года, № 253) — старший тренер спортивной сборной команды Российской Федерации по шахматам федерального государственного бюджетного учреждения «Центр спортивной подготовки сборных команд России», город Москва[230].
46. Пармон, Валентин Николаевич (12 апреля 2024 года, № 257) — председатель федерального государственного бюджетного учреждения «Сибирское отделение Российской академии наук», Новосибирская область[231].
47. Запесоцкий, Александр Сергеевич (12 апреля 2024 года, № 257) — ректор негосударственного образовательного учреждения высшего профессионального образования «Санкт-Петербургский Гуманитарный университет профсоюзов»[231].
48. Бабаев, Салман Магомедрасулович (22 апреля 2024 года, № 279) — член Центрального совета Общероссийской общественной организации «Организация ветеранов (пенсионеров) войны и труда железнодорожного транспорта России», город Москва[232].
49. Горбунов, Валерий Александрович (22 апреля 2024 года, № 279) — член Центрального совета Общероссийской общественной организации «Организация ветеранов (пенсионеров) войны и труда железнодорожного транспорта России», город Москва[232].
50. Фадеев, Геннадий Матвеевич (22 апреля 2024 года, № 279) — советник Министра транспорта Российской Федерации (на общественных началах), советник генерального директора — председателя правления открытого акционерного общества «Российские железные дороги» (на общественных началах), город Москва[232].
51. Степанов, Павел Алексеевич (22 апреля 2024 года, № 279) — генеральный директор акционерного общества «Племенной завод Гражданский», Ленинградская область[232].
52. Журавлёв, Николай Андреевич (2 мая 2024 года, № 300) — сенатор Российской Федерации — представитель от исполнительного органа государственной власти Костромской области, заместитель Председателя Совета Федерации Федерального Собрания Российской Федерации[233].
53. Зубов, Дмитрий Львович (2 мая 2024 года, № 300) — председатель Совета Центрального союза потребительских обществ Российской Федерации, город Москва[233].
54. Сафин, Ленар Ринатович (21 мая 2024 года, № 423) — ректор федерального государственного автономного образовательного учреждения высшего образования «Казанский (Приволжский) федеральный университет», Республика Татарстан[234].
55. Митин, Сергей Герасимович (21 мая 2024 года, № 423) — сенатор Российской Федерации — представитель от исполнительного органа государственной власти Новгородской области, первый заместитель председателя Комитета Совета Федерации по аграрно-продовольственной политике и природопользованию[234].
56. Першин, Сергей Васильевич (21 мая 2024 года, № 423) — генеральный директор автономной некоммерческой организации «Центр развития культурных инициатив», город Москва[234].
57. Кладкевич, Иван Евгеньевич (29 мая 2024 года, № 444) — член Тверской областной общественной организации ветеранов (пенсионеров) войны, труда, Вооружённых Сил и правоохранительных органов[235].
58. Слепнёв, Андрей Александрович (29 мая 2024 года, № 444) — член Коллегии (Министр) по торговле Евразийской экономической комиссии[235].
59. Магомедов, Магомедсалам Магомедалиевич (13 июня 2024 года, № 486) — заместитель Руководителя Администрации Президента Российской Федерации[236].
60. Катушев, Александр Александрович (13 июня 2024 года, № 486) — исполнительный директор некоммерческой благотворительной организации «Фонд поддержки олимпийцев России», город Москва[236].
61. Щербак, Сергей Григорьевич (16 июня 2024 года, № 515) — главный врач Санкт-Петербургского государственного бюджетного учреждения здравоохранения «Городская больница № 40 Курортного района»[237].
62. Евдокимов, Михаил Николаевич (22 июня 2024 года, № 530) — Чрезвычайный и Полномочный Посол Российской Федерации в Азербайджанской Республике[238].
63. Андрианова, Ирина Валентиновна (8 июля 2024 года, № 573) — директор департамента публичного акционерного общества "Нефтяная компания «Роснефть», город Москва[239].
64. Завалеева, Елена Владимировна (8 июля 2024 года, № 573) — советник главного исполнительного директора в ранге вице-президента публичного акционерного общества "Нефтяная компания «Роснефть», город Москва[239].
65. Латыпов, Урал Альфретович (8 июля 2024 года, № 573) — вице-президент — руководитель службы безопасности публичного акционерного общества "Нефтяная компания «Роснефть», город Москва[239].
66. Маликова, Дина Ринатовна (8 июля 2024 года, № 573) — председатель правления акционерного общества «Всероссийский банк развития регионов», город Москва[239].
67. Никонов, Василий Владиславович (8 июля 2024 года, № 573) — директор департамента публичного акционерного общества "Нефтяная компания «Роснефть», город Москва[239].
68. Шокина, Ольга Александровна (8 июля 2024 года, № 573) — управляющий делами в ранге вице-президента публичного акционерного общества "Нефтяная компания «Роснефть», город Москва[239].
69. Шаповалов, Анатолий Александрович (8 июля 2024 года, № 573) — почётный председатель Самарского регионального отделения Общероссийской общественной организации ветеранов Вооружённых Сил Российской Федерации, член Самарского регионального отделения Всероссийской общественной организации ветеранов «БОЕВОЕ БРАТСТВО»[239].
70. Мазо, Владимир Михайлович (22 июля 2024 года, № 615) — глава Усманского муниципального района Липецкой области[240].
71. Хохряков, Борис Сергеевич (22 июля 2024 года, № 615) — Председатель Думы Ханты-Мансийского автономного округа — Югры[240].
72. Левин, Владимир Алексеевич (22 июля 2024 года, № 615) — заведующий лабораторией НИИ механики федерального государственного бюджетного образовательного учреждения высшего образования «Московский государственный университет имени М. В. Ломоносова»[240].
73. Погонин, Владимир Васильевич (29 июля 2024 года, № 629) — заместитель руководителя государственного казённого учреждения города Москвы «Московский центр градостроительного развития территорий»[241].
74. Чернышёв, Алексей Андреевич (6 августа 2024 года, № 669) — член Оренбургской областной организации Всероссийской общественной организации ветеранов (пенсионеров) войны, труда, Вооружённых Сил и правоохранительных органов[242]
75. Микляев, Андрей Владимирович (17 августа 2024 года, № 701) — председатель межрегиональной общественной организации «ВЕТЕРАНЫ БОЕВЫХ ДЕЙСТВИЙ ИНЖЕНЕРНЫХ ВОЙСК» — заместитель председателя Совета ветеранов инженерных войск России, город Москва[243].
76. Волков, Эдуард Петрович (6 сентября 2024 года, № 745) — руководитель центра федерального государственного бюджетного учреждения науки Объединённого института высоких температур Российской академии наук, город Москва[244].
77. Рахлин, Михаил Анатольевич (6 сентября 2024 года, № 745) — тренер-преподаватель государственного бюджетного учреждения дополнительного образования спортивной школы олимпийского резерва имени А. С. Рахлина Калининского района Санкт-Петербурга, президент Санкт-Петербургской региональной общественной организации «Клуб Дзюдо Турбостроитель»[244].
78. Бюльбюль оглы, Полад (26 сентября 2024 года, № 816), гражданин Азербайджанской Республики[245].
79. Анисимов, Игорь Иванович (26 сентября 2024 года, № 816) — начальник отдела акционерного общества "Федеральный научно-производственный центр «Алтай», Алтайский край[245].
80. Минниханов, Рифкат Нургалиевич (4 октября 2024 года, № 853) — директор государственного бюджетного учреждения «Безопасность дорожного движения», Республика Татарстан[246].
81. Тушнолобов, Геннадий Петрович (4 октября 2024 года, № 853), Пермский край[246].
82. Пушков, Алексей Константинович (17 октября 2024 года, № 892) — сенатор Российской Федерации — представитель от законодательного (представительного) органа государственной власти Пермского края, член Комитета Совета Федерации по конституционному законодательству и государственному строительству[247].
83. Гусман, Михаил Соломонович (6 ноября 2024 года, № 953) — первый заместитель генерального редактора, работник федерального государственного унитарного предприятия «Информационное телеграфное агентство России (ИТАР-ТАСС)»[248]
84. Нак, Игорь Владимирович (21 ноября 2024 года, № 993) — генеральный директор акционерного общества «Ямалтрансстрой», Ямало-Ненецкий автономный округ[249].
85. Александров, Алексей Иванович (21 ноября 2024 года, № 993) — главный научный сотрудник сектора федерального государственного бюджетного учреждения науки Института государства и права Российской академии наук, город Москва[249].
86. Жукалин, Павел Владимирович (20 декабря 2024 года, № 1089) — вице-президент по безопасности и режиму акционерного общества «АВТОВАЗ», Самарская область[250].
87. Беленков, Юрий Никитич (20 декабря 2024 года, № 1089) — заведующий кафедрой Института клинической медицины имени Н. В. Склифосовского федерального государственного автономного образовательного учреждения высшего образования Первого Московского государственного медицинского университета имени И. М. Сеченова (Сеченовского Университета)[250].
88. Симонов-Емельянов, Игорь Дмитриевич (20 декабря 2024 года, № 1089) — заведующий кафедрой Института тонких химических технологий имени М. В. Ломоносова федерального государственного бюджетного образовательного учреждения высшего образования «МИРЭА Российский технологический университет», город Москва[250].
89. Шабалин, Владимир Николаевич (20 декабря 2024 года, № 1089) — главный научный сотрудник лаборатории федерального государственного бюджетного научного учреждения «Научно-исследовательский институт общей патологии и патофизиологии», город Москва[250].
90. Абылгазиев, Игорь Ишеналиевич (28 декабря 2024 года, № 1121) — заведующий кафедрой федерального государственного бюджетного образовательного учреждения высшего образования «Московский государственный университет имени М. В. Ломоносова»[251].
91. Виханский, Олег Самуилович (28 декабря 2024 года, № 1121) — профессор факультета федерального государственного бюджетного образовательного учреждения высшего образования «Московский государственный университет имени М. В. Ломоносова»[251].
92. Богомолов, Валерий Николаевич (28 декабря 2024 года, № 1121) — аудитор Счётной палаты Российской Федерации[251].

### 2025 (31 человек)
1. Меркулов, Павел Александрович (24 января 2025 года, № 40) — директор Среднерусского института управления — филиала федерального государственного бюджетного образовательного учреждения высшего образования «Российская академия народного хозяйства и государственной службы при Президенте Российской Федерации», Орловская область[252].
2. Матюхин, Владимир Георгиевич (24 января 2025 года, № 40) — председатель экспертного совета администрации акционерного общества «Научно-исследовательский и проектно-конструкторский институт информатизации, автоматизации и связи на железнодорожном транспорте», город Москва[252].
3. Филимонов, Юрий Ильич (24 января 2025 года, № 40) — директор муниципального автономного образовательного учреждения дополнительного образования "Спортивная школа «Центр боевых искусств», Вологодская область[252].
4. Моор, Александр Викторович (1 февраль 2025 года, № 51) — губернатор Тюменской области[253].
5. Густов, Вадим Анатольевич (1 февраля 2025 года, № 51) — председатель постоянной комиссии Законодательного собрания Ленинградской области[253].
6. Шубарев, Максим Валерьевич (10 февраля 2025 года, № 76) — председатель совета директоров общества с ограниченной ответственностью «Сэтл Групп», город Санкт-Петербург[254]
7. Левыкин, Алексей Константинович (10 февраля 2025 года, № 76) — генеральный директор федерального государственного бюджетного учреждения культуры «Государственный исторический музей», город Москва[254]
8. Скрипка, Сергей Иванович (10 февраля 2025 года, № 76) — художественный руководитель федерального государственного бюджетного учреждения культуры «Российский государственный симфонический оркестр кинематографии», город Москва[254]
9. Рябов, Михаил Сергеевич (10 марта 2025 года, № 126) — исполнительный вице-президент по производству акционерного общества «АВТОВАЗ», Самарская область[255]
10. Полушкин, Александр Константинович (10 марта 2025 года, № 126) — советник директора отраслевого центра планирования и контроля сооружения объектов акционерного общества «Атомстройэкспорт», Нижегородская область[255]
11. Мазяр, Ефим Зысьевич (10 марта 2025 года, № 126) — генеральный директор, председатель правления ассоциации «Рыбохозяйственный комплекс Ростовской области»[255]
12. Шайхразиев, Василь Габтелгаязович (25 марта 2025 года, № 163) — заместитель Премьер-министра Республики Татарстан[256].
13. Канев, Владимир Кузьмич (25 марта 2025 года, № 163) — советник федерального государственного бюджетного учреждения культуры «Агентство по управлению и использованию памятников истории и культуры», город Москва[256].
14. Майер, Георгий Владимирович (25 марта 2025 года, № 163) — советник при ректорате по стратегическому развитию — президент федерального государственного автономного образовательного учреждения высшего образования «Национальный исследовательский Томский государственный университет»[256].
15. Нерсисян, Мкртич Григорьевич (архиепископ Езрас) (25 марта 2025 года, № 170) — глава Централизованной религиозной организации Российской и Ново-Нахичеванской Епархии Святой Армянской Апостольской Православной Церкви, город Москва[257].
16. Вощевоз, Валерий Васильевич (25 марта 2025 года, № 170) — председатель Амурской региональной организации Общероссийской общественной организации «Российский союз ветеранов Афганистана и специальных военных операций» имени гвардии лейтенанта Вячеслава Вощевоза позывной «Афган»[257].
17. Поярков, Владимир Кириллович (митрополит Ювеналий) (16 апреля 2025 года, № 226) — митрополит Московской митрополии Русской Православной Церкви, город Москва[258].
18. Климов, Владимир Николаевич (23 апреля 2025 года, № 260) — советник генерального директора акционерного общества «Центр эксплуатации объектов наземной космической инфраструктуры», город Москва[259].
19. Комиссаров, Алексей Геннадиевич (5 мая 2025 года, № 279) — ректор федерального государственного бюджетного образовательного учреждения высшего образования «Российская академия народного хозяйства и государственной службы при Президенте Российской Федерации», город Москва[260].
20. Махутов, Николай Андреевич (21 мая 2025 года, № 337) — главный научный сотрудник федерального государственного бюджетного учреждения науки Института машиноведения имени А. А. Благонравова Российской академии наук, город Москва[261].
21. Солтановский, Иван Дмитриевич (30 мая 2025 года, № 351) — Чрезвычайный и Полномочный Посол Российской Федерации в Ватикане и Представитель Российской Федерации при Суверенном Мальтийском Ордене по совместительству[262].
22. Спицнадель, Владимир Борисович (30 мая 2025 года, № 351) — заведующий кафедрой Северо-Западного института управления — филиала федерального государственного бюджетного образовательного учреждения высшего образования «Российская академия народного хозяйства и государственной службы при Президенте Российской Федерации», город Санкт-Петербург[262].
23. полковник в отставке Янгорев, Владимир Васильевич (16 июня 2025 года, № 399) — член межрегиональной общественной организации выпускников Московского высшего общевойскового командного орденов Жукова, Ленина и Октябрьской Революции Краснознамённого училища «Кремль»[263].
24. Борисов, Николай Николаевич (17 июля 2025 года, № 480) — заместитель председателя Центральной районной общественной организации ветеранов городского округа город Воронеж Всероссийской общественной организации ветеранов (пенсионеров) войны, труда, Вооружённых Сил и правоохранительных органов[264].
25. Волобуев, Василий Тихонович (17 июля 2025 года, № 480) — председатель Санкт-Петербургской общественной организации ветеранов (пенсионеров, инвалидов) войны, труда, Вооружённых Сил и правоохранительных органов[264].
26. Ахметшин, Равиль Калимуллович (21 июля 2025 года, № 506) — заместитель Премьер-министра Республики Татарстан — Полномочный представитель Республики Татарстан в Российской Федерации[265].
27. Стрельченко, Сергей Георгиевич (21 июля 2025 года, № 506) — Ответственный секретарь Парламентского Собрания Союза Беларуси и России[265].
28. Цуканов, Николай Николаевич (31 июля 2025 года, № 529) — старший вице-президент публичного акционерного общества «Ростелеком», город Москва[266].
29. Воробьёв, Вадим Николаевич (6 августа 2025 года, № 548) — первый заместитель председателя комитета по координации деятельности компании публичного акционерного общества «Нефтяная компания «ЛУКОЙЛ», город Москва[267].
30. Маркина, Людмила Николаевна (16 августа 2025 года, № 563) — генеральный директор акционерного общества «Московский мельничный комбинат № 3»[268].
31. Силантьев, Михаил Викторович (16 августа 2025 года, № 563) — генеральный директор акционерного общества «Внешнеэкономическое объединение «Промсырьёимпорт», город Москва[268].

## Кавалеры ордена, награждённые по неопубликованным указам

### Год не указан (87 человек)
1. Каноков, Арсен Баширович (дата награждения неизвестна).
2. Васильев, Владимир Абдуалиевич (дата награждения неизвестна).
3. Зиничев, Евгений Николаевич (дата награждения неизвестна) — министр Российской Федерации по делам гражданской обороны, чрезвычайным ситуациям и ликвидации последствий стихийных бедствий.
4. Керашев, Асланбек Темботович (дата награждения неизвестна) — директор филиала ВГТРК "ГТРК «Волгоград-ТРВ», председатель коллегии региональных руководителей при Генеральном директоре ВГТРК[269].
5. Коков, Юрий Александрович (дата награждения неизвестна) — Глава Кабардино-Балкарской Республики.
6. Золотов, Виктор Васильевич (дата награждения неизвестна) — начальник Службы безопасности Президента РФ — заместитель директора Федеральной службы охраны РФ[270].
7. Кийко, Михаил Юрьевич (дата награждения неизвестна) — заместитель директора Федеральной службы РФ по контролю за оборотом наркотиков[271].
8. Кирьянов, Виктор Николаевич (дата награждения неизвестна) — заместитель Министра внутренних дел РФ[272].
9. Лапин, Александр Павлович (2017) — начальник Общевойсковой академии ВС РФ, генерал-лейтенант[273].
10. Патрушев, Николай Платонович (дата награждения неизвестна) — секретарь Совета безопасности РФ, генерал армии[274].
11. Бортников, Александр Васильевич (дата награждения неизвестна) — Директор Федеральной службы безопасности РФ, генерал армии.
12. Степанов, Владимир Викторович (дата награждения неизвестна) — первый заместитель министра РФ по делам гражданской обороны, чрезвычайным ситуациям и ликвидации последствий стихийных бедствий, генерал-полковник[275].
13. Фрадков, Михаил Ефимович (дата награждения неизвестна) — директор Российского института стратегических исследований, председатель Совета директоров АО "Концерн ВКО «Алмаз — Антей»[276].
14. Чистова, Вера Ергешевна (дата награждения неизвестна) — заместитель Председателя Счётной палаты РФ[277].
15. Чуркин, Виталий Иванович (дата награждения неизвестна) — постоянный представитель РФ при Организации Объединённых Наций[278].
16. Уйба, Владимир Викторович (дата награждения неизвестна) — руководитель Федерального медико-биологического агентства[279].
17. Ченчик, Сергей Михайлович (дата награждения неизвестна) — первый заместитель директора Росгвардии, генерал-полковник[280].
18. Кочнев, Дмитрий Викторович (дата награждения неизвестна) — директор Федеральной службы охраны РФ, генерал-полковник[281].
19. Косенков, Олег Иванович (дата награждения неизвестна) — начальник Главного управления железнодорожных войск ВС РФ, генерал-лейтенант.
20. Кураченко, Павел Павлович (дата награждения неизвестна) — начальник Главного штаба ВКС РФ, генерал-лейтенант.
21. Грехов, Юрий Николаевич (дата награждения неизвестна) — командующий ПРО и ПВО ВКС РФ, генерал-майор.
22. Резанцев, Яков Владимирович (дата награждения неизвестна) — командующий 49-й армией ЮВО, генерал-майор.
23. Картаполов, Андрей Валериевич (дата награждения неизвестна) — начальник Главного военно-политического управления ВС — заместитель министра обороны РФ, генерал-полковник.
24. Меликов, Сергей Алимович (дата награждения неизвестна) — первый заместитель директора Росгвардии, генерал-полковник[282].
25. Сердюков, Андрей Николаевич (дата награждения неизвестна) — командующий ВДВ, генерал-полковник[283].
26. Костюков, Игорь Олегович (дата награждения неизвестна) — начальник Главного управления ГШ ВС, адмирал.
27. Муравьёв, Артур Алексеевич (дата награждения неизвестна) — полномочный представитель Президента РФ в Совете Федерации Федерального Собрания РФ.
28. Садовенко, Юрий Эдуардович (дата награждения неизвестна) — начальник аппарата министра обороны — заместитель министра обороны РФ, генерал-полковник[284].
29. Юдин, Сергей Сергеевич (дата награждения неизвестна) — заместитель начальника Общевойсковой академии ВС РФ, генерал-лейтенант.
30. Ромодановский, Константин Олегович (дата награждения неизвестна) — директор Федеральной миграционной службы РФ[285].
31. Лебедев, Сергей Анатольевич (дата награждения неизвестна) — заместитель директора Росгвардии, генерал-полковник.
32. Макаров, Игорь Викторович (дата награждения неизвестна) — президент Международной группы компаний «АРЕТИ».
33. Бобырев, Валентин Васильевич (дата награждения неизвестна) — государственный деятель.
34. Иванов, Сергей Борисович (дата награждения неизвестна) — руководитель Администрации Президента РФ[286].
35. Марченков, Валерий Иванович (дата награждения неизвестна) — начальник Военного университета МО РФ, генерал-полковник[287].
36. Харичев, Александр Дмитриевич (дата награждения неизвестна) — начальник управления администрации президента РФ по обеспечению деятельности Госсовета РФ[288].
37. Кукушкин, Алексей Васильевич (дата награждения неизвестна) — член совета ветеранов ВДВ[289].
38. Сыромолотов, Олег Владимирович (дата награждения неизвестна) — начальник Службы контрразведки ФСБ РФ[290].
39. Артяков, Владимир Владимирович (дата награждения неизвестна) — первый заместитель генерального директора компании «Ростех»[291].
40. Кшимовский, Александр Александрович (дата награждения неизвестна) — начальник Главного управления международного военного сотрудничества МО РФ, генерал-лейтенант.
41. Ильин, Евгений Юрьевич (дата награждения неизвестна) — первый заместитель начальника Главного управления международного военного сотрудничества МО РФ, генерал-майор.
42. Бурдинский, Евгений Владимирович (дата награждения неизвестна) — начальник Главного организационно-мобилизационного управления ГШ ВС РФ, генерал-полковник[292].
43. Чайка, Юрий Яковлевич (2014) — генеральный прокурор РФ (2006—2020)[293].
44. Апишев, Олег Викторович (дата награждения неизвестна) — контр-адмирал, начальник Разведывательного управления Главного штаба ВМФ РФ[294].
45. Шугаев, Дмитрий Евгеньевич (дата награждения неизвестна) — генеральный директор Федеральной службы по военно-техническому сотрудничеству, председатель Совета директоров транспортно-выставочного комплекса «Россия», заместитель председателя наблюдательного совета «Национальный центр авиастроения»[295].
46. Цеков, Олег Муссович (дата награждения неизвестна) — командующий 5-й армией ВВО, генерал-лейтенант[296].
47. Токарев, Николай Петрович (дата награждения неизвестна) — президент ПАО «Транснефть»[297]
48. Савчук, Сергей Аркадьевич (дата награждения неизвестна) — первый заместитель начальника управления «А» Центра специального назначения Федеральной службы безопасности Российской Федерации[298].
49. Борисевич, Сергей Владимирович (дата награждения неизвестна) — начальник ФГБУ «48 ЦНИИ» Минобороны России.
50. Устинов, Евгений Алексеевич (дата награждения неизвестна) — начальник штаба — первый заместитель командующего Воздушно-десантными войсками России, генерал-полковник
51. Ким, Алексей Ростиславович (дата награждения неизвестна) — заместитель главнокомандующего Сухопутными войсками по миротворческой деятельности, генерал-полковник
52. Якубович, Леонид Аркадьевич (дата награждения неизвестна) — советский и российский телеведущий, шоумен, ведущий телепрограммы «Поле чудес»[299].
53. Нургалиев, Рашид Гумарович (дата награждения неизвестна) — заместитель Секретаря Совета Безопасности Российской Федерации[300]
54. Пригожин, Евгений Викторович (дата награждения неизвестна) — руководитель группы «Вагнер»[301]
55. Алексеев, Владимир Степанович (дата награждения неизвестна) — генерал-лейтенант[302]
56. Мордвичев, Андрей Николаевич — командующий войсками Центрального военного округа, генерал-полковник
57. Елисеев, Виктор Петрович — художественный руководитель и главный дирижёр Академического ансамбля песни и пляски войск национальной гвардии Российской Федерации, генерал-майор[303]
58. Устинов, Владимир Васильевич (дата награждения неизвестна) — полномочный представитель Президента Российской Федерации в Южном федеральном округе
59. Гостев, Аркадий Александрович (дата награждения неизвестна) — директор Федеральной службы исполнения наказаний
60. Кузовлев, Сергей Юрьевич (дата награждения неизвестна) — начальник штаба — первый заместитель командующего войсками Южного военного округа
61. Бердников, Роман Борисович (дата награждения неизвестна) — генерал-лейтенант[304]
62. Волков, Василий Петрович (дата награждения неизвестна) — генерал-полковник в отставке[305]
63. Хлебников, Сергей Дмитриевич (дата награждения неизвестна) — руководитель департамента безопасности и противодействия коррупции Москвы, генерал-лейтенант
64. Голов, Геннадий Иванович (дата награждения неизвестна) — Руководитель Аппарата Совета Федерации Федерального Собрания Российской Федерации[306]
65. Швыткин, Юрий Николаевич (дата награждения неизвестна) — Депутат Государственной думы Российской Федерации
66. Криворучко, Алексей Юрьевич (дата награждения неизвестна) — заместитель министра обороны Российской Федерации
67. Асмолов, Владимир Григорьевич (дата награждения неизвестна) — первый заместитель генерального директора ОАО «Концерн Росэнергоатом»
68. Горнин, Леонид Владимирович (дата награждения неизвестна) — первый заместитель Министра обороны Российской Федерации[307]
69. Неверов, Сергей Иванович (дата награждения неизвестна) — заместитель председателя Государственной думы Федерального собрания Российской Федерации[308]
70. Попов, Павел Анатольевич (дата награждения неизвестна) — генерал армии, заместитель министра обороны Российской Федерации
71. Жаров, Александр Александрович (дата награждения неизвестна) — Генеральный директор, АО «Газпром-Медиа Холдинг»[309]
72. Толмачёв, Виктор Григорьевич (дата награждения неизвестна) — генеральный директор акционерного общества «Воткинский завод»[310]
73. Пинчук, Сергей Михайлович (дата награждения неизвестна) — вице-адмирал, командующий Черноморским флотом
74. Митроченко, Иван (дата награждения неизвестна) — рядовой, разведчик-снайпер разведывательной группы специального назначения роты спецназа[311]
75. Кочуров, Алексей Васильевич (дата награждения неизвестна) — регулировщик радиоэлектронной аппаратуры и приборов 6 разряда АО "Ижевский мотозавод «Аксион-холдинг»[312]
76. Калимулин, Дмитрий Рафаэльевич (дата награждения неизвестна) — Помощник президента РФ — начальник референтуры президента РФ[313]
77. Анашкин, Геннадий Владимирович (дата награждения неизвестна)[314]
78. Краснов, Игорь Викторович (дата награждения неизвестна) — генеральный прокурор Российской Федерации[315]
79. Белоусов, Андрей Рэмович (дата награждения неизвестна) — министр обороны Российской Федерации[316][317]
80. Москалик, Ярослав Ярославович (дата награждения неизвестна) — Заместитель начальника Главного оперативного управления Генштаба Вооружённых сил России[318]
81. Клименко, Павел Юрьевич (дата награждения неизвестна) — генерал-майор, командир 5-й донецкой мотострелковой бригады
82. Иванов, Виктор Петрович (дата награждения неизвестна) — председатель Государственного антинаркотического комитета[319]
83. Зверев, Олег Юрьевич (дата награждения неизвестна) — Командующий Каспийской флотилией
84. Лишин, Николай Алексеевич (дата награждения неизвестна) — Заместитель руководителя Федерального медико-биологического агентства
85. Овчаров, Дмитрий Сергеевич (дата награждения неизвестна) — военачальник, генерал-лейтенант
86. Островский, Алексей Владимирович (дата награждения неизвестна) — Генеральный директор МИД Российской Федерации[320]
87. Рукшин, Александр Сергеевич (дата награждения неизвестна) — начальник Главного оперативного управления Генерального штаба — заместитель начальника Генерального штаба Вооружённых Сил Российской Федерации, генерал-полковник

### По годам

#### 2012 (6 человек)
1. Хлопонин, Александр Геннадиевич (2012 год) — заместитель председателя Правительства Российской Федерации — полномочный представитель Президента Российской Федерации в Северо-Кавказском федеральном округе[321].
2. Лебедев, Вячеслав Михайлович (2012 год) — Председатель Верховного суда Российской Федерации[322].
3. Дмитриев, Владимир Александрович (4 апреля 2012 года) — председатель Государственной корпорации «Банк развития и внешнеэкономической деятельности (Внешэкономбанк)»[323].
4. Чуров, Владимир Евгеньевич (4 апреля 2012 года) — Председатель Центральной избирательной комиссии Российской Федерации[324][325][326].
5. Вавилов, Станислав Владимирович (3 мая 2012 года) — заместитель председателя Центральной избирательной комиссии Российской Федерации[326][327].
6. Михалкин, Владимир Михайлович (27 ноября 2012 года) — маршал артиллерии, генеральный инспектор Министерства обороны Российской Федерации[328].

#### 2013 (3 человека)
1. Михайлик, Дмитрий Иванович (2013 год) — генерал-лейтенант в отставке, главный специалист федерального государственного казённого учреждения «Национальный центр управления в кризисных ситуациях»[329].
2. Чернавин, Владимир Николаевич (10 декабря 2013 года) — ведущий аналитик Управления генеральных инспекторов Министерства обороны[330].
3. Цой, Сергей Петрович (28 декабря 2013 года) — первый заместитель председателя правления «ПАО РусГидро»[331]..

#### 2014 (27 человек)
1. Булгаков, Дмитрий Витальевич (2014 год) — заместитель Министра обороны Российской Федерации[332].
2. Панков, Николай Александрович (2014 год) — статс-секретарь — заместитель Министра обороны Российской Федерации[332].
3. Цаликов, Руслан Хаджисмелович (2014 год) — заместитель Министра обороны Российской Федерации[332].
4. Бударгин, Олег Михайлович (2014 год) — генеральный директор ОАО «Российские сети», город Москва[333].
5. Волков, Александр Александрович (2014 год) — член Совета Федерации Федерального Собрания Российской Федерации от Удмуртской Республики — представитель в Совете Федерации Федерального Собрания Российской Федерации от законодательного органа государственной власти Удмуртской Республики[334].
6. Степашин, Сергей Вадимович (2014 год) — председатель наблюдательного совета государственной корпорации — Фонда содействия реформированию ЖКХ[335].
7. Горностаев, Александр Васильевич (2014 год) — вице-президент государственной корпорации «Олимпстрой»[336].
8. Губин, Геннадий Сергеевич (2014 год) — вице-президент государственной корпорации «Олимпстрой»[336].
9. Казиков, Игорь Борисович (2014 год) — директор-руководитель Главного управления по обеспечению участия в Олимпийских спортивных мероприятиях[337].
10. Язов, Дмитрий Тимофеевич (2014 год) — Маршал Советского Союза[338].
11. Игнатенко, Виталий Никитич (2014 год) — первый заместитель председателя Комитета Совета Федерации Федерального Собрания по международным делам[339].
12. Колокольцев, Владимир Александрович (2014 год) — генерал полиции РФ, министр внутренних дел Российской Федерации.
13. Шойгу, Сергей Кужугетович (2014 год) — генерал армии, министр обороны Российской Федерации[340].
14. Усманов, Алишер Бурханович (2014 год) — предприниматель, основатель USM Holdings[341].
15. Акимов, Максим Алексеевич (2014 год) — первый заместитель руководителя Аппарата Правительства Российской Федерации[342].
16. Скворцова, Вероника Игоревна (2014 год) — министр здравоохранения Российской Федерации.
17. Чуйченко, Константин Анатольевич (21 марта 2014 года) — начальник Контрольного управления Президента Российской Федерации.
18. Жуков, Александр Дмитриевич (24 марта 2014 года) — первый заместитель Председателя Государственной Думы Федерального Собрания Российской Федерации, президент Общероссийского союза общественных объединений «Олимпийский комитет России»[343].
19. Потанин, Владимир Олегович (24 марта 2014 года) — генеральный директор ГМК «Норильский никель»[344].
20. Бачин, Сергей Викторович (24 марта 2014 года) — генеральный директор «Роза Хутор», председатель Совета директоров группы компаний «Агранта»[345].
21. Якунин, Владимир Иванович (24 марта 2014 года) — президент открытого акционерного общества «Российские железные дороги»[346].
22. Вексельберг, Виктор Феликсович (24 марта 2014 года) — председатель совета директоров группы компаний «Ренова»[346].
23. Дерипаска, Олег Владимирович (24 марта 2014 года) — председатель наблюдательного совета компании «Базовый элемент»[346].
24. Миллер, Алексей Борисович (24 марта 2014 года) — председатель правления открытого акционерного общества «Газпром»[346].
25. Греф, Герман Оскарович (24 марта 2014 года) — президент, председатель правления Сберегательного банка Российской Федерации[346].
26. Соловьёв, Владимир Рудольфович (22 апреля 2014 года) — ведущий программ телеканала «Россия»[347].
27. Лузянин, Владимир Ильич (4 декабря 2014 года) — президент Нижегородского открытого акционерного общества «Гидромаш»[348].

#### 2015 (17 человек)
1. Зубков, Виктор Алексеевич (2015 год) — Специальный представитель президента России по взаимодействию с форумом стран — экспортёров газа.
2. Коробов, Игорь Валентинович (2015 год) — генерал-полковник[349].
3. Алиев, Муху Гимбатович (2015 год)[350].
4. Франк, Сергей Оттович (2015 год) — генеральный директор публичного акционерного общества «Совкомфлот»[351].
5. Поддубный, Евгений Евгеньевич (2015 год) — специальный корреспондент ВГТРК[352].
6. Рыкованов, Георгий Николаевич (2015 год) — научный руководитель РФЯЦ — ВНИИТФ имени Е. И. Забабахина[353].
7. Смирнов, Виталий Георгиевич (2015 год) — почётный президент Олимпийского комитета России[352].
8. Хамитов, Рустэм Закиевич (2015 год) — Президент Республики Башкортостан[354].
9. Пучков, Владимир Андреевич (2015 год) — министр Российской Федерации по делам гражданской обороны, чрезвычайным ситуациям и ликвидации последствий стихийных бедствий[355].
10. Масляков, Александр Васильевич (2015 год) — действительный член (академик) фонда «Академия Российского телевидения»[356].
11. Смирнов, Герман Алексеевич (2015 год) — главный конструктор Всероссийского научно-исследовательского института автоматики имени Духова (ВНИИА)[357].
12. Голованов, Виктор Владимирович (2015 год) — Начальник Главного управления уголовного розыска МВД России, генерал-лейтенант.
13. Бармаков, Юрий Николаевич (2015 год) — директор Всероссийского НИИ автоматики им. Н. Л. Духова.
14. Бобров, Михаил Михайлович (27 апреля 2015 года) — профессор негосударственного образовательного учреждения высшего профессионального образования «Санкт-Петербургский гуманитарный университет профсоюзов»[358][359].
15. Мезенцев, Дмитрий Фёдорович (2015 год) — Генеральный секретарь Шанхайской организации сотрудничества[360].
16. Милехин, Юрий Михайлович (2015 год) — генеральный директор ФГУП "Федеральный центр двойных технологий «Союз», Московская область[361].
17. Комарова, Наталья Владимировна (2015 год) — Губернатор Ханты-Мансийского автономного округа — Югры.

#### 2016 (19 человек)
1. Антонов, Анатолий Иванович (2016 год) — заместитель министра обороны Российской Федерации[362].
2. Горемыкин, Виктор Петрович (2016 год) — начальник Главного управления кадров Министерства обороны Российской Федерации, генерал-полковник[363].
3. Дёмин, Сергей Анатольевич (2016 год) — начальник управления ФСБ России по Хабаровскому краю, генерал-лейтенант[364].
4. Скоч, Андрей Владимирович[365][366][367](2016 год) — руководитель фонда «Поколение» депутат Государственной Думы Федерального Собрания Российской Федерации, председатель попечительского совета «Самбо-70»[368][369][370].
5. Кузнецов, Леонид Григорьевич (2016 год) — генеральный директор — главный конструктор акционерного общества "Научно-производственное объединение «Компрессор», город Санкт-Петербург[371].
6. Атамбаев, Алмазбек Шаршенович (2016 год) — Президент Киргизской Республики[372].
7. Коротков, Сергей Сергеевич (2016 год) — генеральный директор акционерного общества "Российская самолётостроительная корпорация «МиГ», город Москва[373].
8. Мартиросов, Роллан Гургенович (2016 год) — главный конструктор Су-34 дирекции программы Су-34/Су-35 публичного акционерного общества "Авиационная холдинговая компания «Сухой», город Москва[373].
9. Михеев, Александр Александрович (2016 год) — генеральный директор акционерного общества «Вертолёты России», город Москва[373].
10. Евменов, Николай Анатольевич (2016 год) — командующий Северным флотом, вице-адмирал[374].
11. Ресин, Владимир Иосифович (2016 год) — председатель комиссии по строительству зданий Парламентского центра[375].
12. Кураленко, Сергей Васильевич (2016 год) — генерал-лейтенант[376].
13. Колотовкин, Андрей Владимирович (2016 год) — генерал-майор[377].
14. Авакянц, Сергей Иосифович (2016 год) — командующий Тихоокеанским флотом ВМФ России, адмирал[378].
15. Слуцкий, Леонид Эдуардович (2016 год) — Председатель комитета Государственной Думы Федерального Собрания Российской Федерации по международным делам[379][380].
16. Добродеев, Олег Борисович (15 апреля 2016 года) — генеральный директор ВГТРК[381]
17. Квашнин, Анатолий Васильевич (3 октября 2016 года) — генерал армии в отставке[382].
18. Зязиков, Мурат Магометович (28 декабря 2016 года) — заместитель полномочного представителя Президента Российской Федерации в Центральном федеральном округе[383].
19. Коновалов, Юрий Михайлович (2016 год) — генеральный конструктор глубоководных технических средств и комплексов "Санкт-Петербургское морское бюро машиностроения «Малахит»[384].

#### 2017 (14 человек)
1. Бурляев, Николай Петрович (2017 год) — актёр театра и кино, директор института культуры МЧС России[385].
2. Шевцова, Татьяна Викторовна (2017 год) — заместитель Министра обороны Российской Федерации[386].
3. Сауров, Александр Николаевич (2017 год) — директор научно-производственного комплекса «Технологический центр» МИЭТ[387].
4. Старовойт, Роман Владимирович (2017 год) — руководитель Федерального дорожного агентства.
5. Дегтярь, Владимир Григорьевич (2017 год) — генеральный директор — генеральный конструктор акционерного общества «Государственный ракетный центр имени академика В. П. Макеева», Челябинская область[388].
6. Абдулатипов, Рамазан Гаджимурадович (2017 год) — глава Республики Дагестан до октября 2017 года[389].
7. Меркушкин, Николай Иванович (2017 год) — губернатор Самарской области до сентября 2017 года[389].
8. Толоконский, Виктор Александрович (2017 год) — губернатор Красноярского края до сентября 2017 года[389].
9. Аренин, Сергей Петрович (2017 год) — Член Федерального Собрания Российской Федерации от исполнительной власти Саратовской области.
10. Матовников, Александр Анатольевич (2017 год) — полномочный представитель президента Российской Федерации в Северо-Кавказском федеральном округе[390].
11. Борукаев, Олег Борисович (2017 год) — генерал-полковник[391].
12. Порядин, Александр Сергеевич (2017 год) — генерал-полковник[391].
13. Груздев, Владимир Сергеевич (30 января 2017 года) — председатель Ассоциации молодых предпринимателей России[392][393].
14. Зибров, Геннадий Васильевич (26 декабря 2017 года) — генерал-полковник, начальник Военно-воздушной академии имени профессора Н. Е. Жуковского и Ю. А. Гагарина.

#### 2018 (21 человек)
1. Борисов, Юрий Иванович (2018 год) — заместитель Министра обороны Российской Федерации[394].
2. Булавин, Владимир Иванович (2018 год) — руководитель Федеральной таможенной службы.
3. Булаев, Николай Иванович (2018 год) — Заместитель Председателя Центральной избирательной комиссии Российской Федерации.
4. Конашенков, Игорь Евгеньевич (2018 год) — руководитель Департамента информации и массовых коммуникаций Министерства обороны Российской Федерации, генерал-майор[395].
5. Савельев, Виталий Геннадьевич (2018 год) — генеральный директор ПАО «Аэрофлот-российские авиалинии», город Москва[396].
6. Горовой, Александр Владимирович (2018 год) — генерал-полковник полиции, первый заместитель министра внутренних дел[397].
7. Зубов, Игорь Николаевич (2018 год) — действительный государственный советник первого класса, статс-секретарь — заместитель министра внутренних дел Российской Федерации[397].
8. Мартынов, Сергей Александрович (2018 год) — руководитель Аппарата Совета Федерации Федерального Собрания Российской Федерации[398].
9. Кубышко, Владимир Леонидович (2018 год) — генерал-лейтенант внутренней службы, начальник департамента государственной службы и кадров МВД[397].
10. Куклин, Алексей Викторович (2018 год) — заместитель генерального директора по программам — директор дирекции программ акционерного общества "Российская самолётостроительная корпорация «МиГ», г. Москва[399].
11. Штромбах, Ярослав Игоревич (2018) — помощник президента НИЦ «Курчатовский институт»[400].
12. Саблин, Дмитрий Вадимович (2018 год) — координатор по патриотическому воспитанию молодёжи партии «Единая Россия»[401].
13. Зорькин, Валерий Дмитриевич (12 февраля 2018 года) — Председатель Конституционного Суда Российской Федерации.
14. Кротов, Михаил Валентинович (26 марта 2018 года) — полномочный представитель президента Российской Федерации в Конституционном суде Российской Федерации.
15. Рогозин, Дмитрий Олегович (6 мая 2018 года) — заместитель Председателя Правительства Российской Федерации[402].
16. Косачев, Константин Иосифович (11 декабря 2018 года) — председатель Комитета Совета Федерации по международным делам[403].
17. Гутенёв, Владимир Владимирович (17 декабря 2018 года) — председатель Комиссии Госдумы по ОПК, Первый вице-президент Союза машиностроителей России[404].
18. Каблов, Евгений Николаевич (17 декабря 2018 года) — генеральный директор ФГУП «ВИАМ», г. Москва[405].
19. Красников, Геннадий Яковлевич (17 декабря 2018 года) — генеральный директор АО «НИИ Молекулярной электроники», г. Москва[405].
20. Жилкин, Александр Александрович (19 декабря 2018 года) — бывший губернатор Астраханской области[406].
21. Затулин, Константин Фёдорович (25 декабря 2018 года) — директор Института диаспоры и интеграции (Института стран СНГ)

#### 2019 (18 человек)
1. Иванов, Владимир Леонтьевич (2019 год) — советник генерального директора АО «Государственный космический научно-производственный центр имени М. В. Хруничева»[407].
2. Кашкаров, Павел Константинович (2019 год) — доктор физико-математических наук, профессор МГУ[408].
3. Кухаркин, Николай Евгеньевич (2019 год) — физик-ядерщик, советник президента Курчатовского института[409].
4. Козлов, Юрий Фёдорович (2019 год) — помощник президента Курчатовского института[409].
5. Колобков, Павел Анатольевич (2019 год) — министр спорта Российской Федерации[410].
6. Мизинцев, Михаил Евгеньевич (2019 год) — начальник Национального центра управления обороной Российской Федерации, генерал-полковник[411].
7. Новак, Александр Валентинович (2019) — министр энергетики Российской Федерации[412]
8. Рапота, Григорий Алексеевич (2019 год) — государственный секретарь Союзного государства[413]
9. Кишмария, Мираб Борисович (21 февраля 2019 года) — Министр обороны Республики Абхазия[414].
10. Куйвашев, Евгений Владимирович (25 февраля 2019 года) — Губернатор Свердловской области[415].
11. Умнов, Сергей Павлович (14 марта 2019 года, № 101) — помощник Министра внутренних дел Российской Федерации[416][417].
12. Касатонов, Игорь Владимирович (13 мая 2019 года) — адмирал, советник начальника Генерального штаба Вооружённых сил Российской Федерации.
13. Гришин, Виктор Иванович (23 мая 2019 года) — ректор федерального государственного бюджетного образовательного учреждения высшего образования «Российский экономический университет имени Г. В. Плеханова», г. Москва[418].
14. Сильников, Михаил Владимирович (23 мая 2019 года) — генеральный директор закрытого акционерного общества «Научно-производственное объединение специальных материалов», г. Санкт-Петербург[418].
15. Симоньян, Маргарита Симоновна (23 мая 2019 года) — главный редактор автономной некоммерческой организации «ТВ-Новости», г. Москва[418].
16. Бабич, Михаил Викторович (24 мая 2019 года) — бывший Чрезвычайный и полномочный посол Российской Федерации в Республике Белоруссия[419].
17. Рахманов, Алексей Львович (21 ноября 2019 года) — президент акционерного общества «Объединённая судостроительная корпорация», Санкт-Петербург[420].
18. Мединский, Ростислав Игнатьевич (2019 год) — советник Председателя Российского военно-исторического общества[421].

#### 2020 (17 человек)
1. Усс, Александр Викторович (2020 год) — Губернатор Красноярского края[422].
2. Мурадов, Рустам Усманович (2020 год) — заместитель командующего войсками Южного военного округа, генерал-лейтенант[423].
3. Рожин, Юрий Александрович (2020 год) — Главный федеральный инспектор по Самарской области[424].
4. Байнетов, Сергей Дмитриевич (2020 год) — начальник Службы безопасности полётов авиации Вооружённых Сил Российской Федерации, генерал-лейтенант.
5. Аксаков, Анатолий Геннадьевич (2020 год) — Председатель Комитета Госдумы по финансовому рынку, депутат фракции «Справедливая Россия»[425].
6. Тришкин, Дмитрий Вячеславович (2020 год) — начальник Главного военно-медицинского управления Министерства обороны Российской Федерации[426].
7. Савченко, Евгений Степанович (2020 год) — член Совета Федерации Федерального Собрания Российской Федерации от Белгородской области — представитель от законодательной власти Белгородской области[427].
8. Гайдар, Борис Всеволодович (2020 год) — генерал-лейтенант медицинской службы[428].
9. Герасимов, Валерий Васильевич (2020 год) — Начальник Генерального штаба Вооружённых сил Российской Федерации — первый заместитель Министра обороны Российской Федерации, генерал армии[429].
10. Сорокин, Владимир Алексеевич (6 сентября 2020 года) — генеральный директор АО «МКБ „Искра“ имени И. И. Картукова» — председатель Совета директоров АО «ЭЛАРА»[430].
11. Джелиев, Заурбек Хасанбекович (4 ноября 2020 года) — генеральный директор санатория «Зелёная роща», город Сочи[431].
12. Хинштейн, Александр Евсеевич (9 ноября 2020 года) — председатель комитета Государственной Думы по информационной политике, информационным технологиям и связи[432].
13. Губерниев, Дмитрий Викторович (9 декабря 2020 года) — спортивный комментатор телеканала «Матч ТВ»[433].
14. Памфилова, Элла Александровна (21 декабря 2020 года) — Председатель Центральной избирательной комиссии Российской Федерации.
15. Мединский, Владимир Ростиславович (2020 год) — помощник Президента Российской Федерации[434].
16. Никифоров, Евгений Валерьевич (2020 год) — начальник штаба — первый заместитель командующего войсками Восточного военного округа[источник не указан 364 дня].
17. Салюков, Олег Леонидович (2020 год) — главнокомандующий Сухопутными войсками Российской Федерации[источник не указан 364 дня].

#### 2021 (7 человек)
1. Якубов, Юрий Николаевич (3 марта 2021 года) — генеральный инспектор Министерства обороны России, генерал армии[435]
2. Кувшинов, Константин Эдуардович (25 июня 2021 года) — начальник 9-го лечебно-диагностического центра (ЛДЦ) министерства обороны Российской Федерации[436]
3. Ведяхин, Александр Александрович (2021) — первый заместитель председателя правления и акционер ПАО «Сбербанк»[437].
4. Тятинькин, Виктор Викторович (2021) — генеральный директор производственно-конструкторского объединения «Теплообменник», Нижегородская область[438]
5. Алекперов, Вагит Юсуфович (2021) — президент нефтяной компании «Лукойл»[439]
6. Величко, Владимир Макарович (2021) — государственный деятель
7. Осеевский, Михаил Эдуардович (2021) — президент ПАО «Ростелеком»[440]

#### 2022 (13 человек)
1. Третьяк, Владислав Александрович (6 июня 2022 года) — президент Федерации хоккея России[441]
2. Кадыров, Рамзан Ахматович (2022) — Глава Чеченской Республики[442]
3. Бабушкин, Игорь Юрьевич (2022) — Губернатор Астраханской области[443]
4. Саралиев, Шамсаил Юнусович (ноябрь 2022 года) — депутат Государственной думы Федерального собрания Российской Федерации[444].
5. Артамонов, Игорь Георгиевич (2022) — Губернатор Липецкой области[445].
6. Сабитов, Рифат Абдулвагапович (2022) — заместитель генерального директора — руководитель регионального департамента ВГТРК[446].
7. Уткин, Борис Павлович (2022) — генерал-полковник в отставке[447].
8. Федосеев, Сергей Алексеевич (декабрь 2022 года) — судовой трубопроводчик акционерного общества "Производственное объединение «Северное машиностроительное предприятие»[448].
9. Сердюк, Мария Анисимовна (2022) — участница Великой Отечественной войны[449].
10. Логинов, Андрей Викторович (2022) — статс-секретарь — заместитель Министра юстиции Российской Федерации[450].
11. Колмаков, Александр Петрович (2022) — председатель ДОСААФ России[451].
12. Герасимов, Виталий Петрович (2022) — Начальник Казанского высшего танкового командного училища, генерал-лейтенант.

#### 2023 (17 человек)
1. Богатырёв, Сергей (январь 2023 года) — майор[452].
2. Чукавин, Андрей Юрьевич (2023 год) — конструктор концерна «Калашников»[453].
3. Филиппов, Владимир Николаевич (2023 год) — генеральный директор акционерного общества «Тулаточмаш», Тульская область[454].
4. Цыденов, Алексей Самбуевич (2023 год) — глава Республики Бурятия[455].
5. Марзоев, Аркадий Васильевич (2023 год) — генерал-лейтенант, командир 22-го армейского корпуса в Крыму[456]
6. Лахова, Екатерина Филипповна (30 мая 2023 года) — политический деятель
7. Абакаров, Хизри Магомедович (2023 год) — депутат Государственной Думы Федерального Собрания Российской Федерации[457]
8. Макагонова, Халидэ Хусяиновна (ноябрь 2023 года) — президент Союза женщин лётных специальностей «Авиатриса», Чемпионка мира по высшему пилотажу[458]
9. Дегтярёв, Михаил Владимирович (2023 год) — губернатор Хабаровского края[459]
10. Мин Аун Хлайн (22 сентября 2023 года) — Председатель Государственного административного совета Республики Союз Мьянма, Премьер-министр, Главнокомандующий Вооружёнными Силами[460].
11. Палько, Леонид Леонидович (2023 год) — генеральный директор издательства «ВЕЧЕ»[461]
12. Ванцев, Виталий Анатольевич (2023 год) — председатель совета директоров акционерного общества «Международный аэропорт Внуково»[462]
13. Василенко, Михаил Михайлович (2023 год) — генеральный директор акционерного общества «Международный аэропорт Шереметьево»[462]
14. Горлов, Виктор Васильевич (2023 год) — член совета ассоциации "Клуб ветеранов высшего руководящего состава гражданской авиации «Опыт»[462]
15. Макиев, Зураб Гайозович (2023 год) — депутат Государственной Думы Федерального Собрания Российской Федерации[463]
16. Ликсутов, Максим Станиславович (2023 год) — Заместитель Мэра Москвы в Правительстве Москвы — руководитель Департамента транспорта и развития дорожно-транспортной инфраструктуры города Москвы[464]
17. Никитин, Андрей Сергеевич (2023 год) — губернатор Новгородской области[465]

#### 2024 (13 человек)
1. Фетисов, Вячеслав Александрович (2024 год) — депутат Государственной Думы Федерального Собрания Российской Федерации, первый заместитель председателя Комитета Государственной Думы по экологии, природным ресурсам и охране окружающей среды[466]
2. Зиннуров, Фоат Канафиевич (27 марта 2024 года) — генерал-майор полиции, начальник Казанского юридического института МВД[467]
3. Кувшинников, Олег Александрович (23 сентября 2024 года) — сенатор Российской Федерации, представитель от исполнительной власти Вологодской области, первый заместитель председателя Комитета Совета Федерации по аграрно-продовольственной политике и природопользованию[468]
4. Воробьёв, Владимир Михайлович (2024 год) — Командующий Балтийским флотом
5. Парфенчиков, Артур Олегович (2024 год) — Глава Республики Карелия[469]
6. Травников, Андрей Александрович (2024 год) — Губернатор Новосибирской области[470]
7. Калиматов, Махмуд-Али Макшарипович (2024 год) — Глава Республики Ингушетия[471]
8. Соколов, Александр Валентинович (2024 год) — Губернатор Кировской области[472]
9. Эдельгериев, Руслан Сайд-Хусайнович (2024 год) — помощник президента Российской Федерации[473]
10. Блажеев, Виктор Владимирович (2024 год) — ректор ФГАОУ ВО «Московский государственный юридический университет имени О. Е. Кутафина (МГЮА)»[474]
11. Богацкий, Владимир Григорьевич (2024 год) — главный конструктор АО «Государственное машиностроительное конструкторское бюро „Вымпел“ имени И. И. Торопова», Москва[474]
12. Жукалин, Павел Владимирович (2024 год) — вице-президент по безопасности и режиму акционерного общества «АВТОВАЗ», Самарская область[475]
13. Фомин, Александр Васильевич (2024 год) — генерал-полковник

#### 2025 (9 человек)
1. Слепов, Владимир Яковлевич (2025 год) — полковник в отставке, ветеран Великой Отечественной войны[476]
2. Казимагамедов, Нариман Махмудович (2025 год) — начальник Главного управления МЧС России по Республике Дагестан[477]
3. Плотников, Владимир Николаевич (26 марта 2025 года) — депутат Государственной Думы Федерального Собрания Российской Федерации[478]
4. Чурин, Александр Анатольевич (2025 год) — генеральный директор завода «Сельмаш», Кировская область[479]
5. Полежаев, Леонид Константинович (2025 год) — бывший Губернатор Омской области[480]
6. Кабурнеев, Эдуард Валерьевич (2025 год) — Первый заместитель председателя Следственного комитета России[481]
7. Илларионов, Игорь Валентинович (10 июня 2025 года) — генерал-лейтенант полиции в отставке[482]
8. Чусов, Евгений Николаевич (2025 год) — генерал-майор, ветеран Великой Отечественной войны[483]
9. Цоков, Олег Юрьевич (2025 год, посмертно) — генерал-лейтенант[484]

## Организации, награждённые орденом
1. Главный военный клинический госпиталь имени Н. Н. Бурденко (орден вручён 2 декабря 2021 года)[485]
2. Военно-медицинская академия имени С. М. Кирова (31 января 2022 года)[486], вручён 18 июня 2022 года[487]
3. Всероссийское физкультурно-спортивное общество «Динамо» (орден вручён 19 апреля 2023 года)[488]
4. Центральный спортивный клуб Армии (орден вручён 29 апреля 2023 года)[489]
5. Национальный медицинский исследовательский центр высоких медицинских технологий — Центральный военный клинический госпиталь имени А. А. Вишневского (орден вручён 20 июня 2023 года)[490]
6. Федеральное государственное автономное образовательное учреждение высшего образования «Московский государственный институт международных отношений (университет) Министерства иностранных дел Российской Федерации» (18 сентября 2024 года)[491]
7. Сибирский химический комбинат (орден вручён 25 сентября 2024 года)[492]
8. 98-я гвардейская воздушно-десантная дивизия (орден вручён 5 декабря 2024 года)[493]
9. Публичное акционерное общество «ОДК-Уфимское моторостроительное производственное объединение», Республика Башкортостан (8 декабря 2024 года)[494]
10. Конструкторское бюро «Радуга» (орден вручён 15 февраля 2025 года)[495]
11. НПП «Радар ммс» (орден вручён 19 февраля 2025 года)[496]
12. 1602-й военный клинический госпиталь, Ростов-на-Дону (орден вручён 23 февраля 2025 года)[497]
13. Завод «Лепсе», Кировская область (2025 год)[498]
14. Завод «Молот», Кировская область (2025 год)[498]
15. Военно-воздушная академия имени профессора Н. Е. Жуковского и Ю. А. Гагарина, Воронежская область (2025 год)[499]
16. Завод «Маяк», город Киров (2025 год)[500]
17. Всероссийский научно-исследовательский институт «Сигнал» (2025 год)[501]
18. Новосибирский авиационный завод имени В. П. Чкалова (2025 год)[502]
19. Горно-химический комбинат (2025 год)[503]